# Wahlen zum Senat der Vereinigten Staaten 2010

Karte der Senatoren der Vereinigten Staaten vor den Wahlen 2010:
2 Demokratische Amtsinhaber
Demokratischer Amtsinhaber
Demokratischer Amtsinhaber kandidiert nicht erneut
Republikanischer Amtsinhaber
Republikanischer Amtsinhaber kandidiert nicht erneut
keine Senatswahl im Jahr 2010

Die Senatswahlen in den Vereinigten Staaten 2010 fanden am Dienstag, den 2. November 2010, statt. Zur Wahl standen 37 der 100 Sitze im Senat. Die Demokraten behaupteten mit 51 von 100 Sitzen knapp die Mehrheit. Die Republikaner gewannen sechs Mandate hinzu.
Eine Sonderwahl für einen 38. Sitz fand bereits am 19. Januar 2010 in Massachusetts statt: Der Republikaner Scott Brown besiegte die Demokratin Martha Coakley mit 52 % zu 47 % und trat damit die Nachfolge des verstorbenen Senators Edward Kennedy (D) an.
34 der zu vergebenden Sitze hatten reguläre, sechsjährige Amtsperioden (3. Januar 2011 bis Januar 2017). Die 3 anderen waren Sonderwahlen und hatten kürzere Amtsperioden: Delaware (bis Januar 2015), New York (bis Januar 2013) und West Virginia (bis Januar 2013).
Von den zur Wahl stehenden Sitzen wurden 19 von Demokraten und 18 von Republikanern gehalten. Jeweils sechs Amtsinhaber in beiden Parteien hatten angekündigt, nicht erneut zu kandidieren. Ein demokratischer und zwei republikanische Amtsinhaber konnten sich bereits in den parteiinternen Vorwahlen nicht behaupten.
Nach den Senatswahlen 2008, dem Wechsel von Senator Arlen Specter von den Republikanern zu den Demokraten, und der Sonderwahl in Massachusetts setzte sich der Senat vor der Wahl aus 57 Demokraten, 41 Republikanern und 2 Unabhängigen (die mit den Demokraten stimmen) zusammen.
Zu Veränderungen nach der Wahl siehe auch Liste der Mitglieder des Senats im 112. Kongress der Vereinigten Staaten.

## Besonderheiten der Wahl

### Demokratische Senatoren, die nicht erneut kandidierten (6 Sitze)
- Chris Dodd – (Connecticut)
- Ted Kaufman – (Delaware)
- Roland Burris – (Illinois)
- Evan Bayh – (Indiana)
- Byron Dorgan – (North Dakota)
- Carte Goodwin – (West Virginia)

### Republikanische Senatoren, die nicht erneut kandidierten (6 Sitze)
- George LeMieux – (Florida)
- Sam Brownback – (Kansas)
- Jim Bunning – (Kentucky)
- Kit Bond – (Missouri)
- Judd Gregg – (New Hampshire)
- George Voinovich – (Ohio)

### Demokratische Senatoren, die in den Vorwahlen abgewählt wurden (1 Sitz)
- Arlen Specter – (Pennsylvania)

### Republikanische Senatoren, die in den Vorwahlen abgewählt wurden (2 Sitze)
- Lisa Murkowski – (Alaska) – Murkowski bewarb sich daraufhin inoffiziell als sogenannte „Write-in“-Kandidatin (siehe unten)
- Bob Bennett – (Utah)

### Demokratische Amtsinhaber (12 Sitze)
- Blanche Lincoln – (Arkansas)
- Barbara Boxer – (Kalifornien)
- Michael Bennet – (Colorado)
- Daniel Inouye – (Hawaii)
- Barbara Mikulski – (Maryland)
- Harry Reid – (Nevada)
- Kirsten Gillibrand – (New York)
- Charles Schumer – (New York)
- Ron Wyden – (Oregon)
- Patrick Leahy – (Vermont)
- Patty Murray – (Washington)
- Russ Feingold – (Wisconsin)

### Republikanische Amtsinhaber (10 Sitze)
- Richard Shelby – (Alabama)
- John McCain – (Arizona)
- Johnny Isakson – (Georgia)
- Mike Crapo – (Idaho)
- Chuck Grassley – (Iowa)
- David Vitter – (Louisiana)
- Richard Burr – (North Carolina)
- Tom Coburn – (Oklahoma)
- Jim DeMint – (South Carolina)
- John Thune – (South Dakota)

## Die Staaten im Überblick

### Alabama

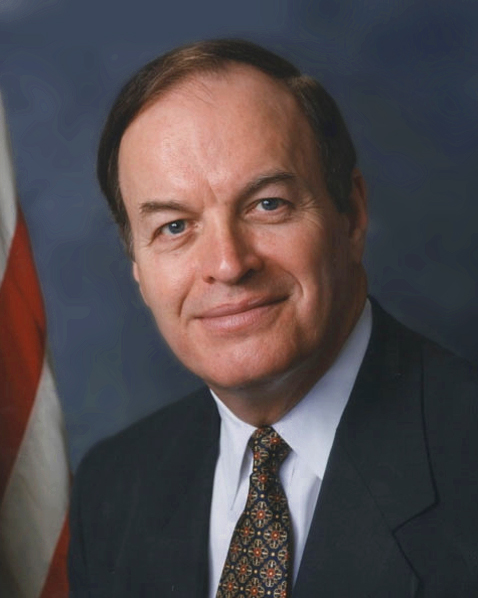
Richard Shelby

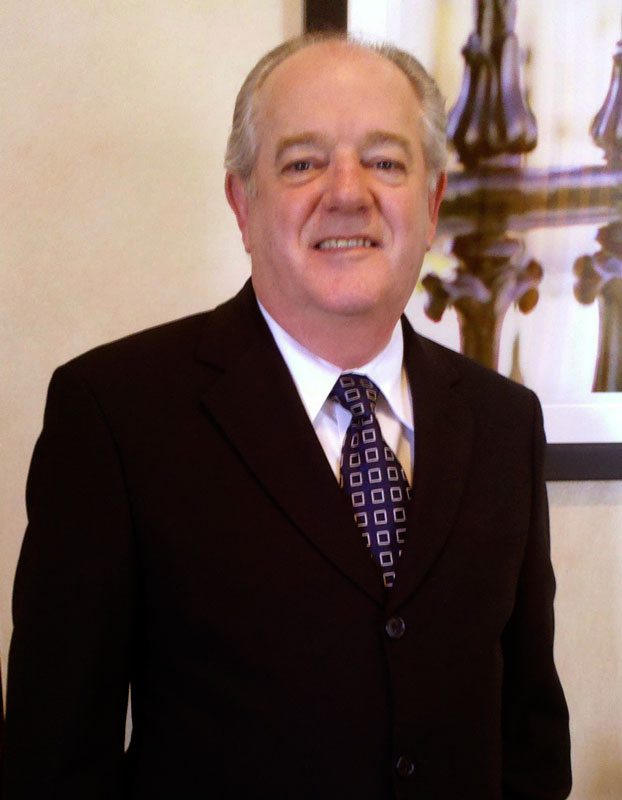
William G. Barnes

Der republikanische Amtsinhaber Richard Shelby trat gegen den Anwalt und Demokraten William G. Barnes an, der in den Vorwahlen die Lehrerin Simone De Moore mit 60,8 Prozent der Stimmen besiegte. Shelby gewann mit 84,4 Prozent gegen den von der Tea-Party-Bewegung unterstützten Clint Moser. Alabama gilt als sehr konservativer Bundesstaat; Shelby lag in Umfragen etwa 30 Prozentpunkte vor Barnes. Shelby konnte die Wahl mit 65,3 % der Stimmen gewinnen, Barnes kam auf 34,7 %.

### Alaska

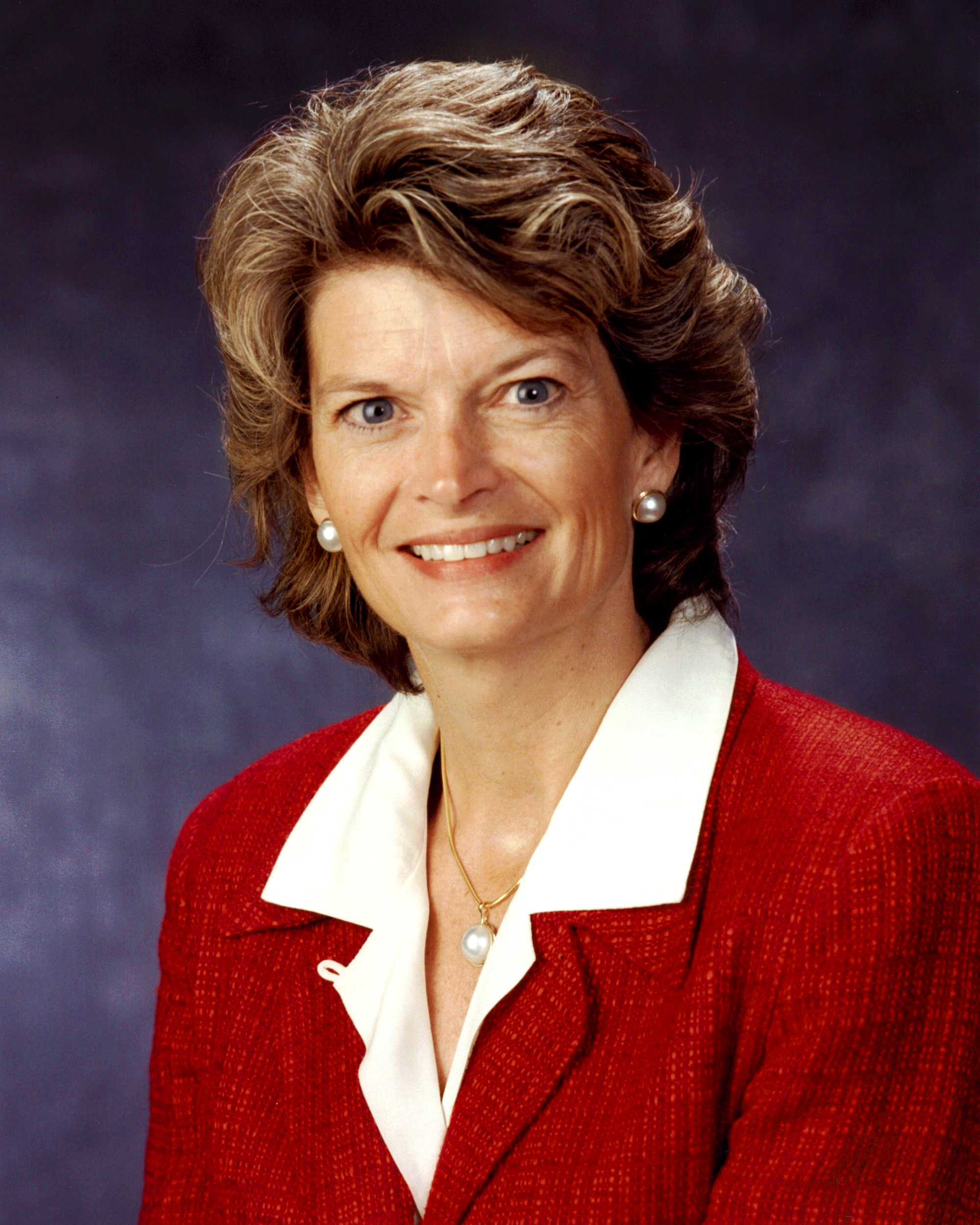
Lisa Murkowski

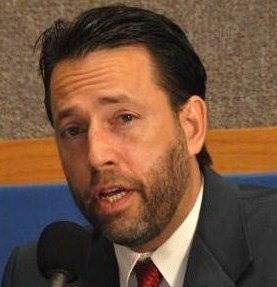
Joe Miller

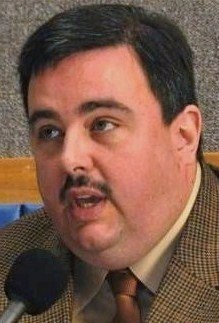
Scott McAdams

Die amtierende republikanische Senatorin Lisa Murkowski wollte erneut kandidieren. Es wurde damit spekuliert, dass die ehemalige Gouverneurin von Alaska und Vizepräsidentschaftskandidatin 2008 Sarah Palin Murkowski innerparteilich herausfordern würde.
Palin gab letztendlich bekannt, nicht gegen die Senatorin anzutreten, allerdings unterstützte sie Murkowskis Gegner Joe Miller in den republikanischen Vorwahlen. Murkowski galt zunächst als Favoritin, sowohl in den Vorwahlen als auch in der eigentlichen Wahl im November. Die Vorwahlen am 24. August konnte aber Joe Miller relativ knapp gewinnen.
Das demokratische Feld umfasste mit Scott McAdams, Frank Vondersaar und Jacob Seth Kern drei eher unbekannte Kandidaten. McAdams, Bürgermeister von Sitka, konnte die Vorwahlen gewinnen. Es wurde zeitweise spekuliert, dass die Demokraten ihn durch den bekannteren ehemaligen Gouverneur von Alaska, Tony Knowles, ersetzen könnten, um bessere Chancen gegen Miller zu haben. Die Partei sicherte jedoch letztlich McAdams ihre Unterstützung zu.
Derweil hatte Lisa Murkowski signalisiert, als sogenannte Write-In-Kandidatin um den Verbleib im Senat zu kämpfen. Nach dieser Methode wäre es möglich, dass sie zwar nicht auf dem Wahlzettel stehen würde, dort aber von den Wählern eingetragen werden könnte. Umfragen sahen Miller in etwa gleichauf mit Murkowski, McAdams lag etwa 10 % hinter den beiden Konservativen. Aufgrund der Tatsache, dass Murkowskis Name nicht auf dem Stimmzettel stand, bezweifelten Experten allerdings die Seriosität dieser Umfragen und hielten demnach ein stark abweichendes Ergebnis für möglich.
Die Wahl gewann Lisa Murkowski als Write-In-Kandidatin mit 39,5 Prozent der Stimmen. Joe Miller erreichte 35,5 Prozent, Scott McAdams 23,5 Prozent.

### Arizona

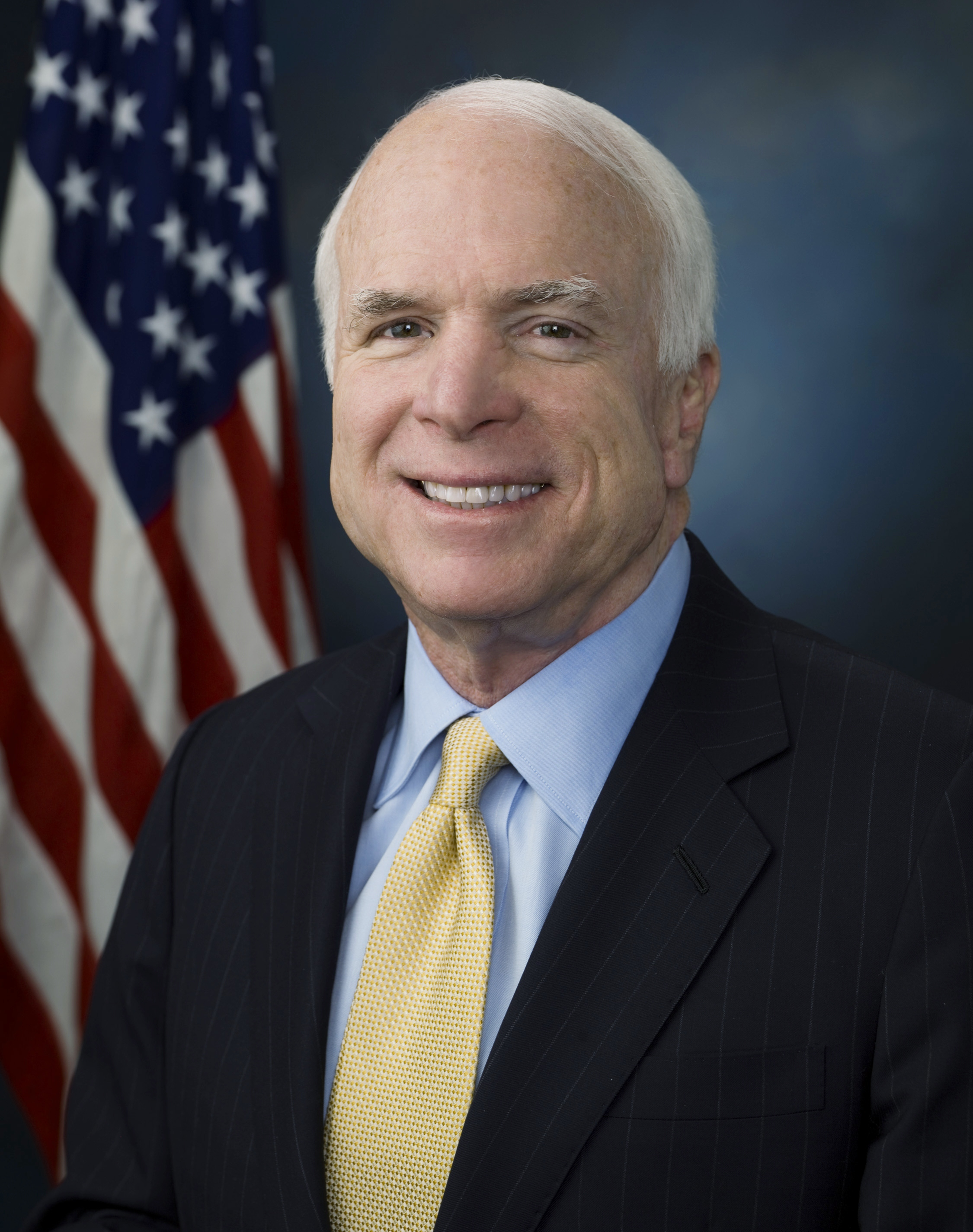
John McCain

John McCain, der republikanische Amtsinhaber und Präsidentschaftskandidat 2008, trat erneut zur Wahl an. Er musste sich in den republikanischen Vorwahlen am 24. August einer Herausforderung des ehemaligen Kongressabgeordneten J. D. Hayworth stellen, setzte sich letztlich aber ungefährdet durch. Bei den Demokraten sind vier Kandidaten zur Vorwahl angetreten: Der Vize-Bürgermeister von Tucson, Rodney Glassman, die ehemalige Abgeordnete im Parlament von Arizona, Cathy Eden, der Bürgerrechtler Randy Parraz sowie der Journalist John Dougherty. Glassman konnte die Primary deutlich für sich entscheiden. Für die Libertarian Party trat deren Gründer David Nolan an. Umfragen zufolge lag McCain mit etwa 20 % Vorsprung klar vor dem Demokraten.
McCain konnte die Wahl mit 59,3 % der Stimmen gewinnen, Glassman kam auf 34,6 %. Auf Nolan entfielen 4,7 %, der Grüne Jerry Joslyn kam auf 1,4 %.

### Arkansas

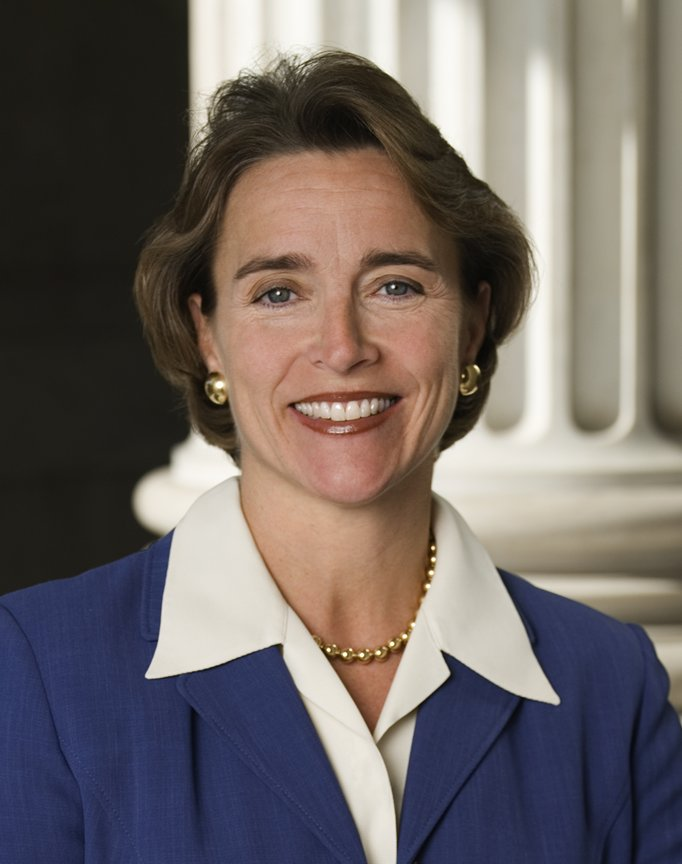
Blanche Lincoln

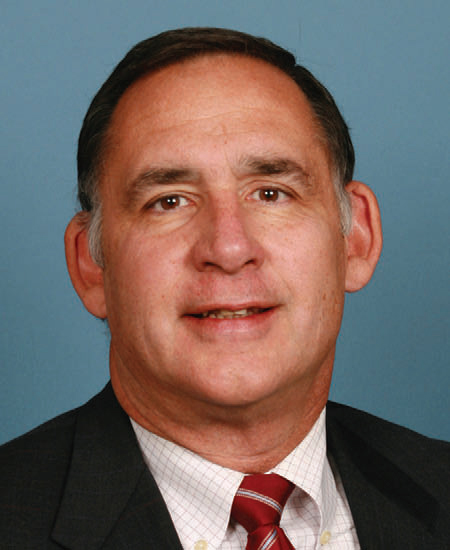
John Boozman

Die demokratische Amtsinhaberin Blanche Lincoln kandidierte für eine weitere Amtszeit. In der Primary konnte sie sich mit 52 % knapp gegen den Vertreter der Parteilinken, Vizegouverneur Bill Halter, durchsetzen. Die republikanischen Vorwahlen gewann der Kongressabgeordnete John Boozman deutlich. Boozman galt für die Hauptwahl im November als Favorit. Er lag in Umfragen etwa 25 Prozentpunkte vor Lincoln. Als Hauptgrund dafür galt Lincolns Zustimmung im Senat zu Präsident Barack Obamas Gesundheitsreform Obama Care, die in Arkansas laut Umfragen deutlich abgelehnt wurde. Zudem entwickelte sich Arkansas in den letzten zwei Jahrzehnten von einem verlässlichen demokratischen Bundesstaat in allen Ebenen zu einem Swing State. Während Bill Clinton bei den Präsidentschaftswahlen 1992 und 1996 Arkansas – seinen Heimatstaat – noch deutlich gewinnen konnte, wurde die Zustimmung zu den demokratischen Kandidaten immer geringer. Obama erhielt 2008 38,86 % der Stimmen.
Amtsinhaberin Lincoln erhielt 36,9 % der Stimmen, Boozman 58 %. Der Unabhängige Trevor Drown erhielt 3,3 % und John Gray von den Grünen 1,9 %.

### Colorado

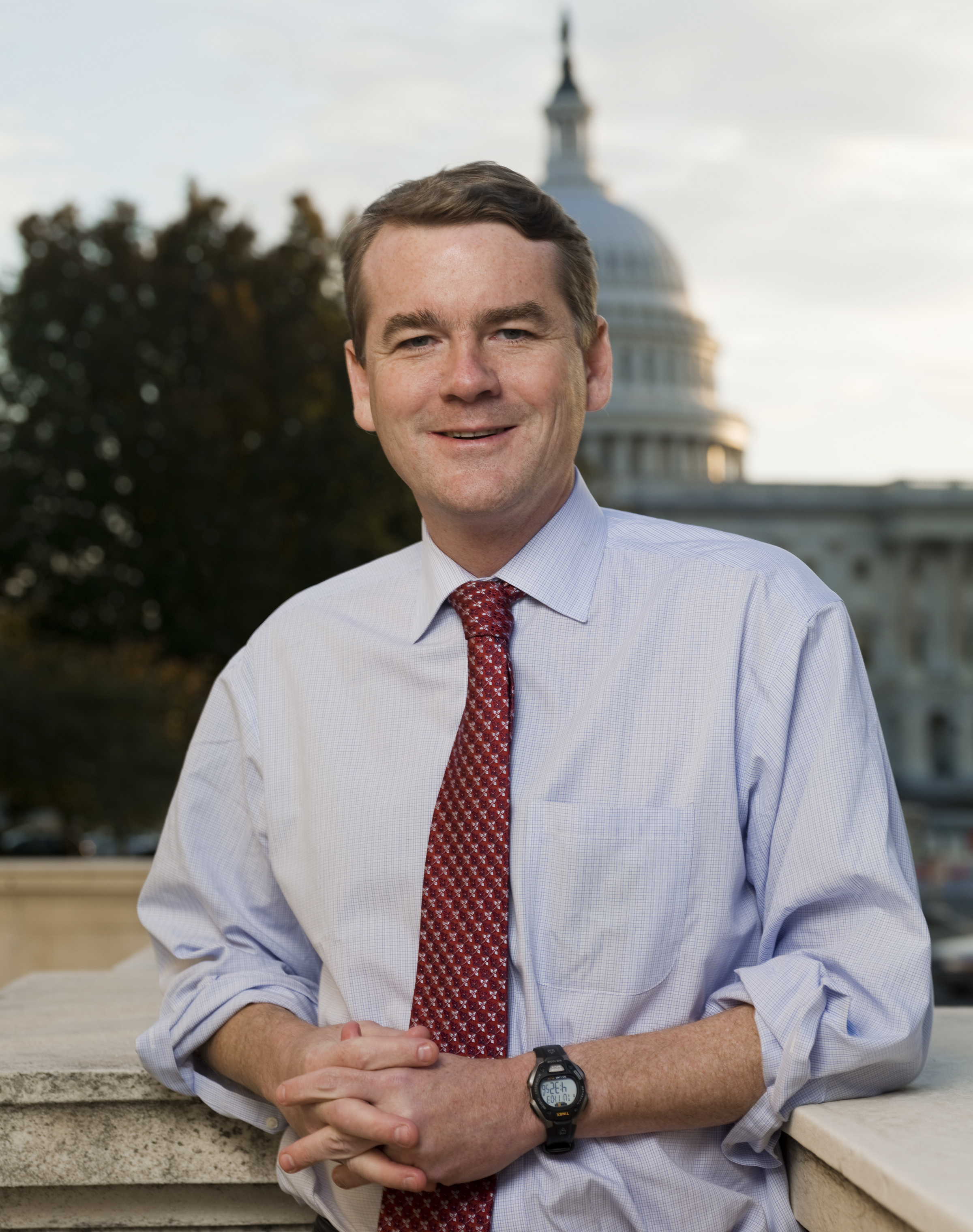
Michael Bennet

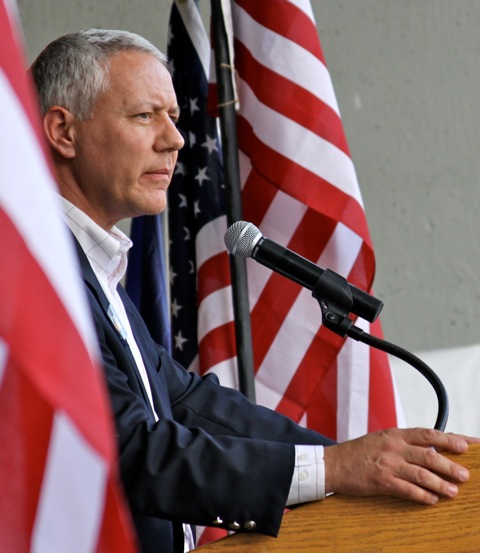
Ken Buck

Michael Bennet, der amtierende demokratische Senator, wurde im Januar 2009 von Gouverneur Bill Ritter zum Nachfolger von Ken Salazar ernannt, der von Präsident Obama zum neuen Innenminister berufen worden war. In den demokratischen Vorwahlen sah sich Bennet mit einer starken Herausforderung durch Andrew Romanoff, den ehemaligen Speaker des Repräsentantenhauses von Colorado, konfrontiert. Während Bennet von Präsident Obama unterstützt wurde, konnte Romanoff auf die Unterstützung (endorsement) von Bill Clinton zählen. Letztlich entschied Bennet die Vorwahl mit 54,5 Prozent der Stimmen überraschend deutlich für sich. Bei den Republikanern verlief die Kandidatenausscheidung knapper, wobei sich der Bezirksstaatsanwalt des Weld County, Ken Buck, mit 51,6 Prozent der Stimmen gegen die ehemalige Vizegouverneurin Jane E. Norton durchsetzte. Colorado galt als Swing State, was auch die letzten Umfragen für die Hauptwahl im November zeigten: Die Kandidaten der Demokraten und Republikaner lagen Kopf-an-Kopf.
Bennet konnte die Wahl knapp mit 47,7 % der Stimmen für sich entscheiden, Buck kam auf 46,8 %.

### Connecticut

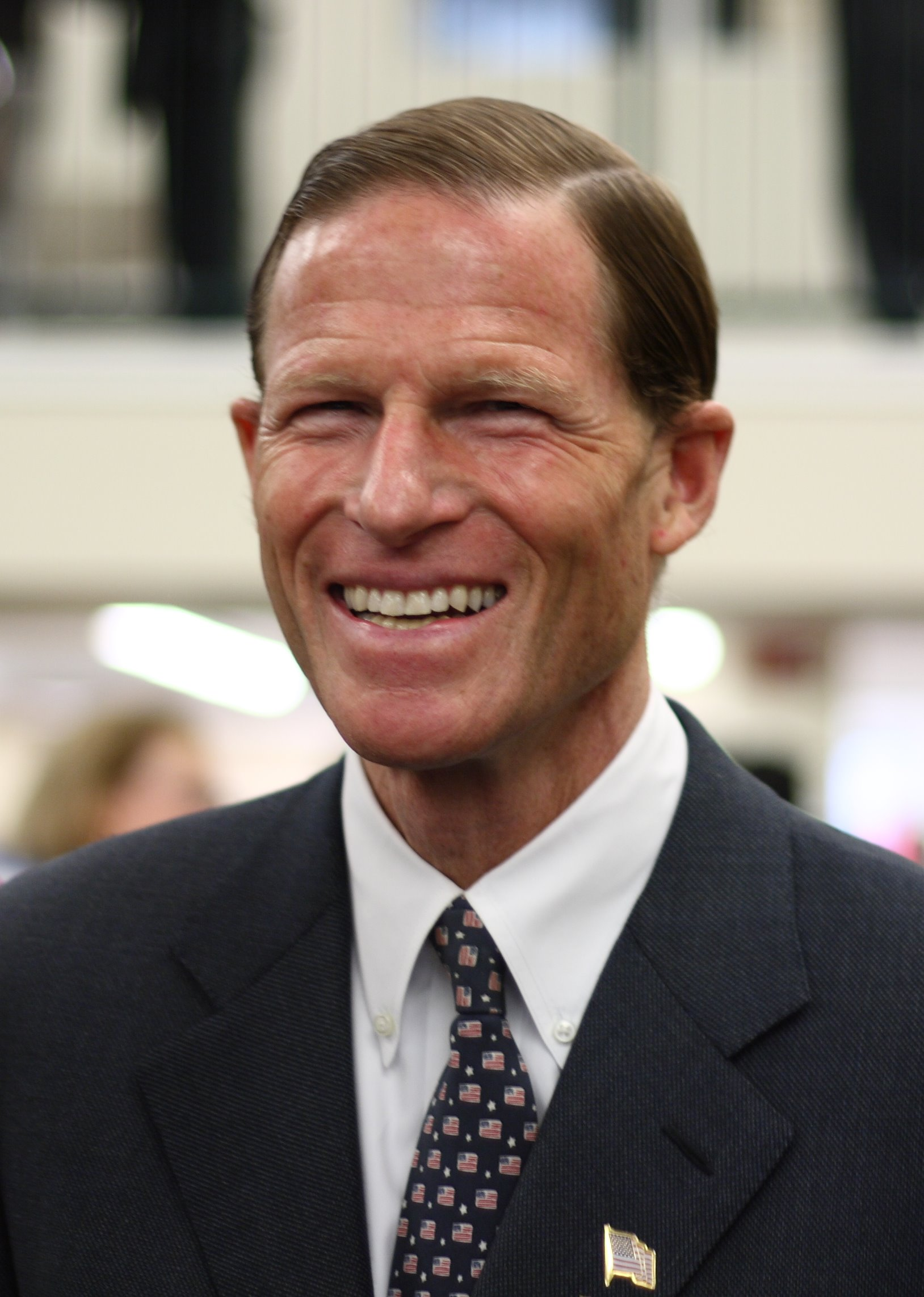
Richard Blumenthal

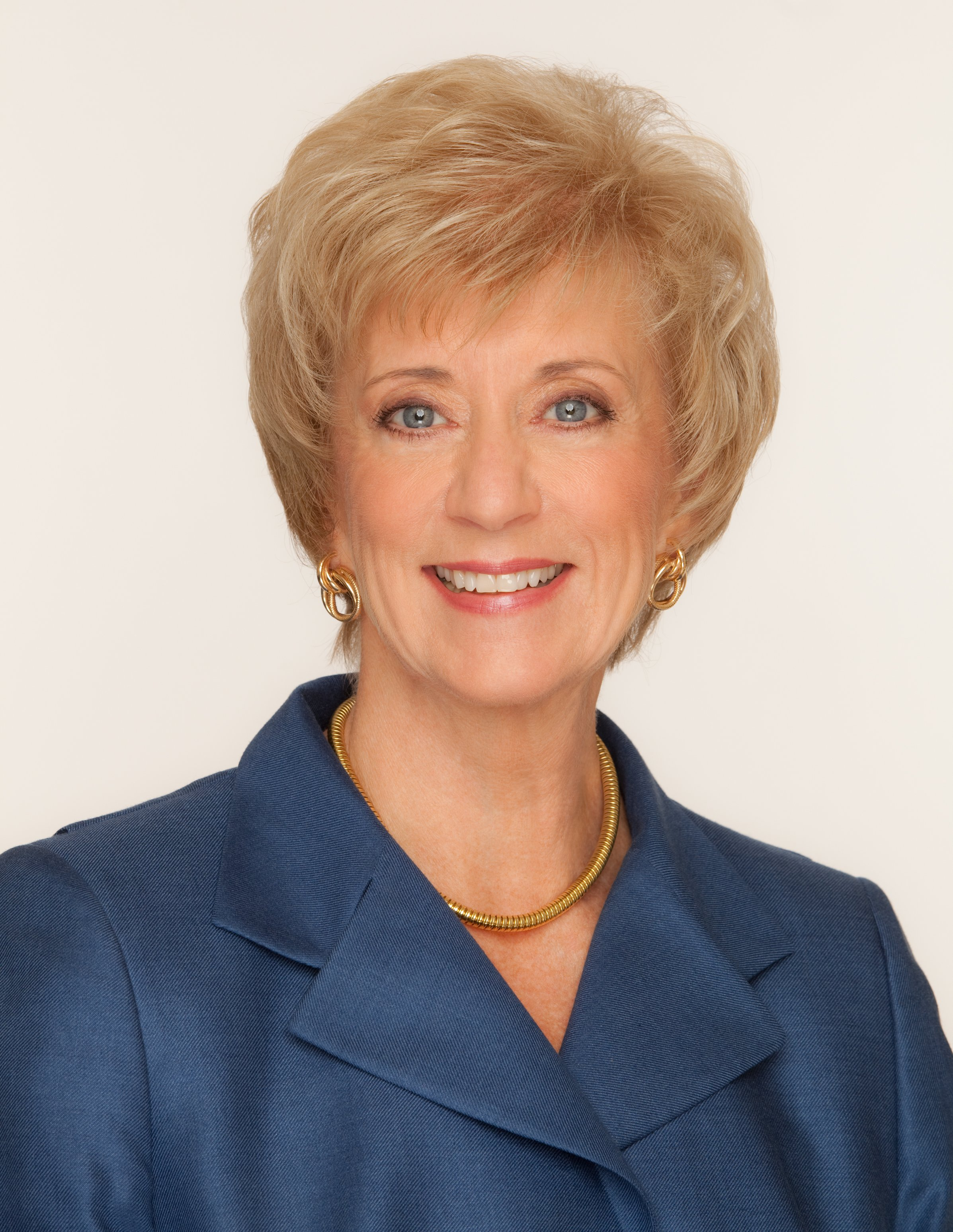
Linda McMahon

Senator Chris Dodd von den Demokraten gab im Januar 2010 seinen Verzicht auf eine erneute Kandidatur bekannt. Um seine Nachfolge bewarb sich der demokratische Attorney General von Connecticut, Richard Blumenthal. Das Bewerberfeld der Republikaner umfasste die Geschäftsfrau Linda McMahon, den ehemaligen Kongressabgeordneten Rob Simmons und den Finanzanalysten Peter Schiff. In Umfragen zur republikanischen Nominierung lag McMahon deutlich vor Simmons und Schiff und konnte diese am 10. August auch für sich entscheiden. Gegen den Demokraten Blumenthal hatte sie jedoch schwer zu kämpfen. Blumenthal lag in Umfragen etwa 10 % vor McMahon. Connecticut galt als stark demokratischer Bundesstaat, Barack Obama kam 2008 auf ca. 61 % der Stimmen.
Die Wahl entschied Blumenthal mit 55,1 Prozent der Stimmen für sich, McMahon erreichte 43,3 Prozent.

### Delaware (Sonderwahl)

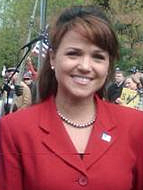
Christine O’Donnell

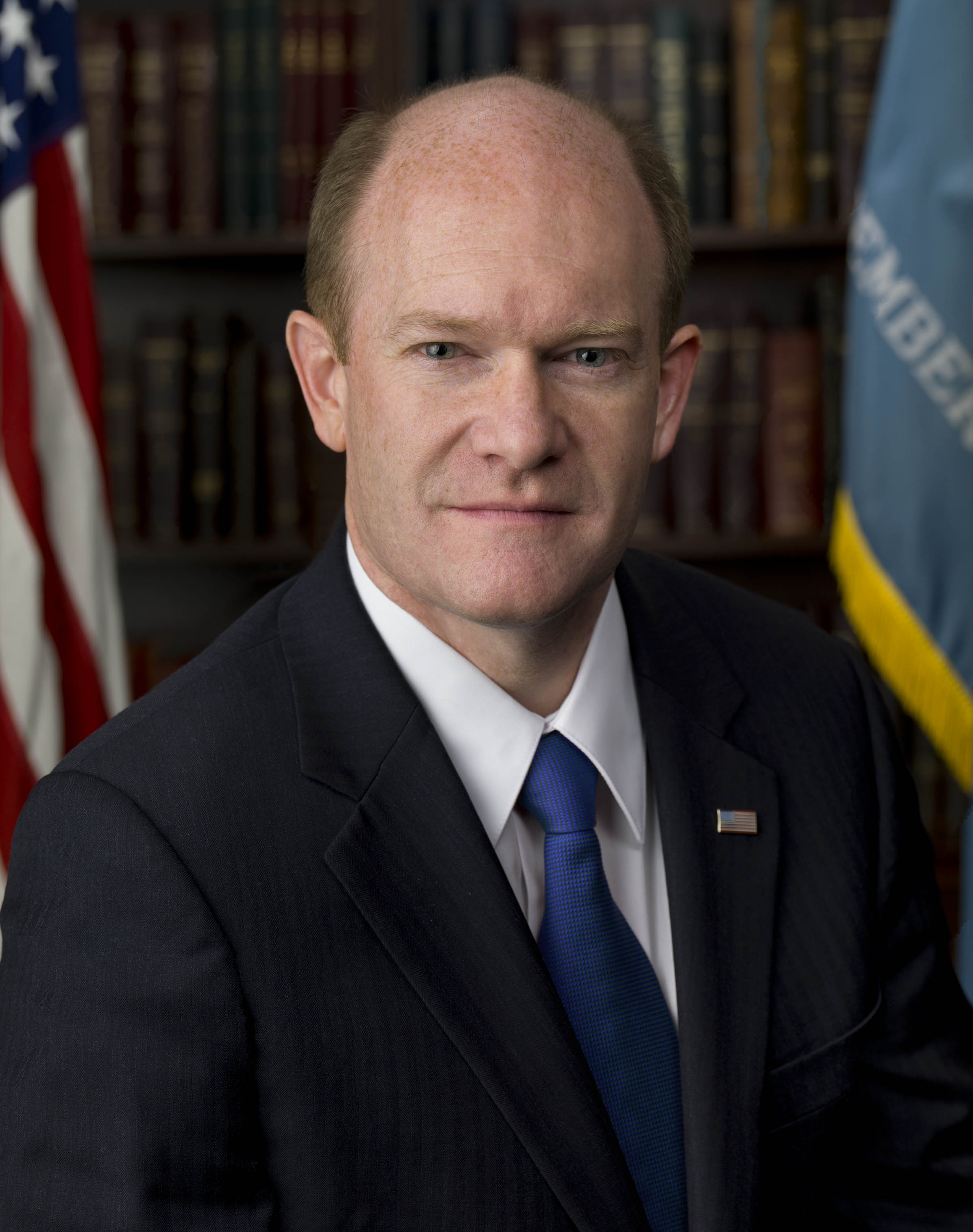
Chris Coons

Der demokratische Senator Ted Kaufman wurde im Januar 2010 von der damaligen Gouverneurin Ruth Ann Minner zum Nachfolger des zum Vizepräsidenten gewählten Joe Biden ernannt. Biden wurde bei der Senatswahl 2008 bestätigt, musste jedoch – um Vizepräsident zu werden – von seinem Amt zurücktreten. Deshalb wurde eine Sonderwahl nötig, um Bidens Nachfolger bis 2015 zu bestimmen. Kaufman kündigte an, dort nicht zu kandidieren. Für die Demokraten bewab sich der Leiter des New Castle County, Chris Coons. Der Kongressabgeordnete und ehemalige Gouverneur Michael Castle war für die republikanische Primary lange klarer Favorit gegenüber der politischen Kommentatorin Christine O’Donnell, die bereits Senatskandidatin im Jahr 2008 war. Letztlich gewann diese die Vorwahl dann aber völlig überraschend mit 53,1 Prozent der Stimmen, woraufhin sich ein Umschwung in den Umfragen andeutet. Waren Castle gegenüber Coons die klar besseren Chancen eingeräumt worden, galt dies nicht für die deutlich konservativer eingestellte O’Donnell, die auch finanziell von der Tea-Party-Bewegung unterstützt wurde. Die Wahl wurde nun als völlig offen eingestuft.
Die Wahl gewann Chris Coons deutlich mit 56,6 Prozent der Stimmen, O’Donnel erreichte 40 Prozent.

### Florida

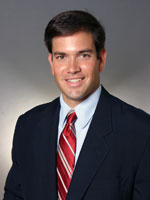
Marco Rubio

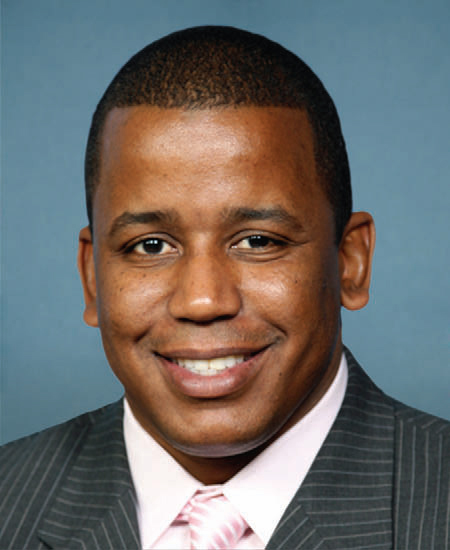
Kendrick Meek

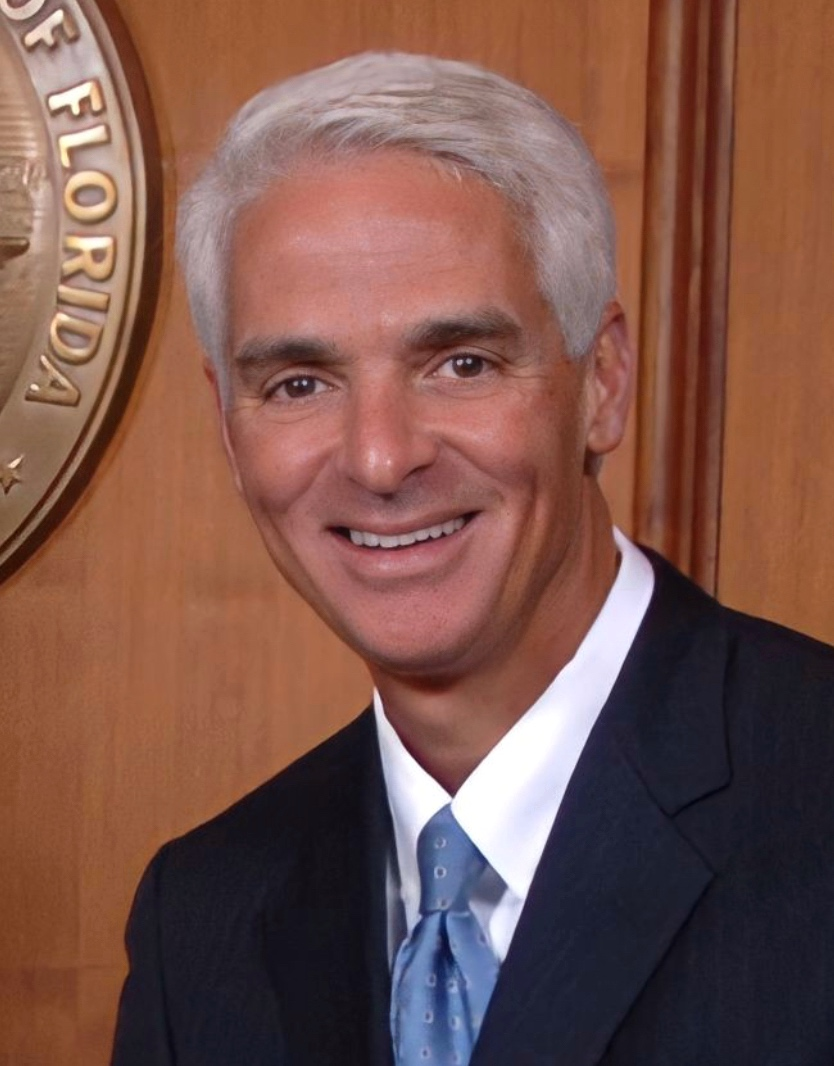
Charlie Crist

Der amtierende republikanische Senator George LeMieux wurde im August 2009 von Gouverneur Charlie Crist zum Nachfolger von Mel Martínez ernannt, der zuvor zurückgetreten war.
Nachdem LeMieux angekündigt hatte, nicht erneut zu kandidieren, gab Gouverneur Crist bekannt, selbst für den Senat zu kandidieren.
Crist verlor in parteiinternen Kreisen aber rasch an Zustimmung, vor allem wegen seiner Unterstützung zu Barack Obamas American Recovery and Reinvestment Act. Daraufhin trat Crist aus der Republikanischen Partei aus und ging als Unabhängiger ins Rennen.
Bei den Republikanern trat der ehemalige Sprecher des Repräsentantenhauses von Florida, Marco Rubio, an.
Bei den demokratischen Vorwahlen setzte sich der Kongressabgeordnete Kendrick Meek klar gegen den Geschäftsmann Jeff Greene durch.
Umfragen zufolge lieferten sich Crist und Rubio ein Kopf-an-Kopf-Rennen; der Demokrat Meek lag deutlich zurück, da der moderate Crist auf viele demokratische Stimmen zählen konnte. Zuletzt wuchs allerdings Rubios Vorsprung.
Bei der Wahl erreichte Rubio mit 48,9 Prozent den Wahlsieg. Christ kam auf 29,7 Prozent, Meek auf 20,1 Prozent.

### Georgia

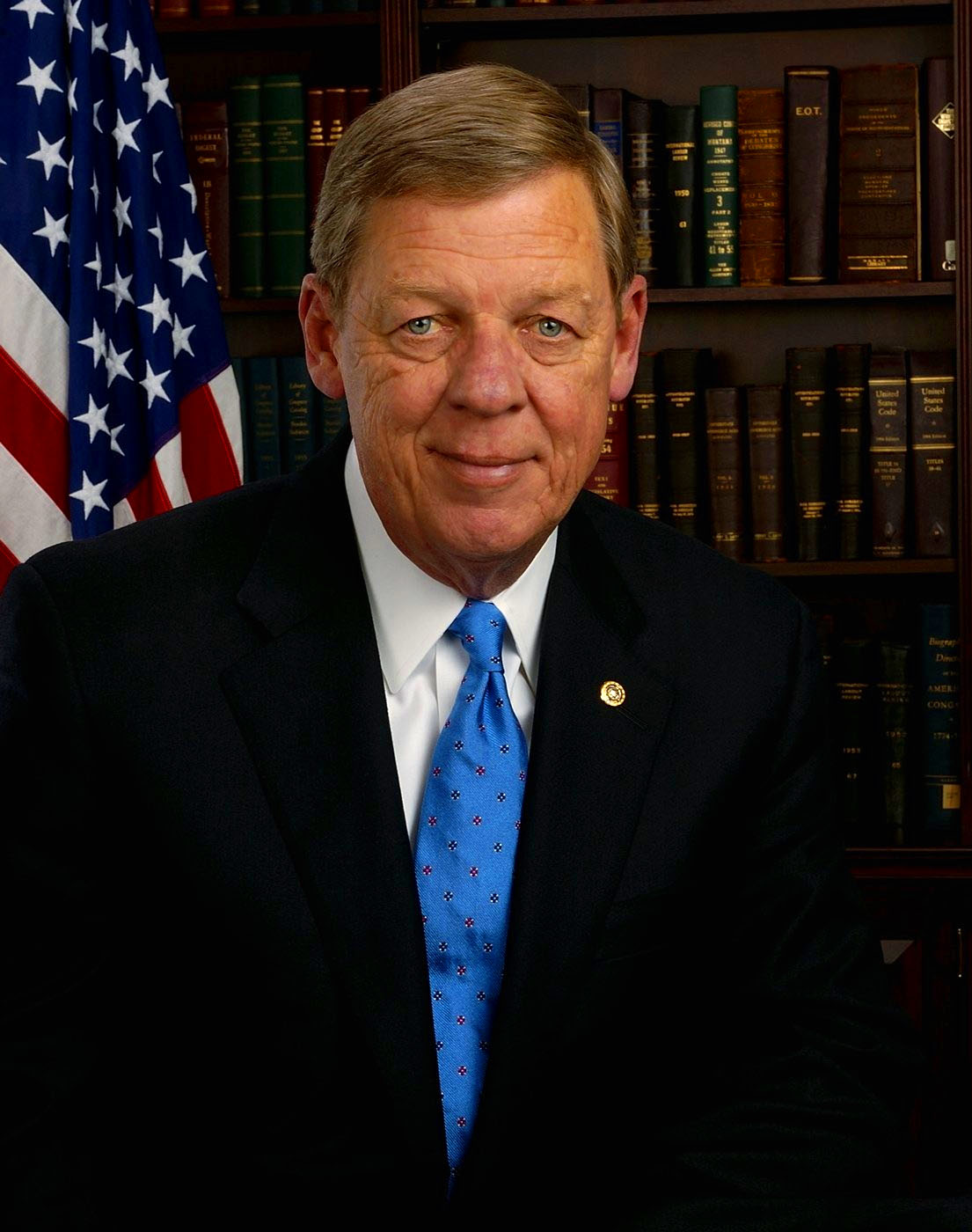
Johnny Isakson

Johnny Isakson, der republikanische Amtsinhaber, trat erneut an, nachdem sich ihm in der Primary kein Gegenkandidat gestellt hatte. Er traf auf den Demokraten Mike Thurmond, derzeit Arbeitsminister (Commissioner of Labor) in der Staatsregierung von Georgia.
Umfragen zufolge waren 60 Prozent der Wähler mit Isaksons Amtsführung als Senator zufrieden, dementsprechend lag er mit etwa 20 Prozentpunkten Vorsprung deutlich vor Thurmond. Auf sechs bis sieben Prozent konnte der Kandidat der Libertarian Party Chuck Donovan hoffen.
Die Wahl gewann Isakson mit 58,1 Prozent. Thurmond erreichte 39,2 Prozent, Donovan mit 2,7 Prozent deutlich weniger als in Umfragen prognostiziert.

### Hawaii

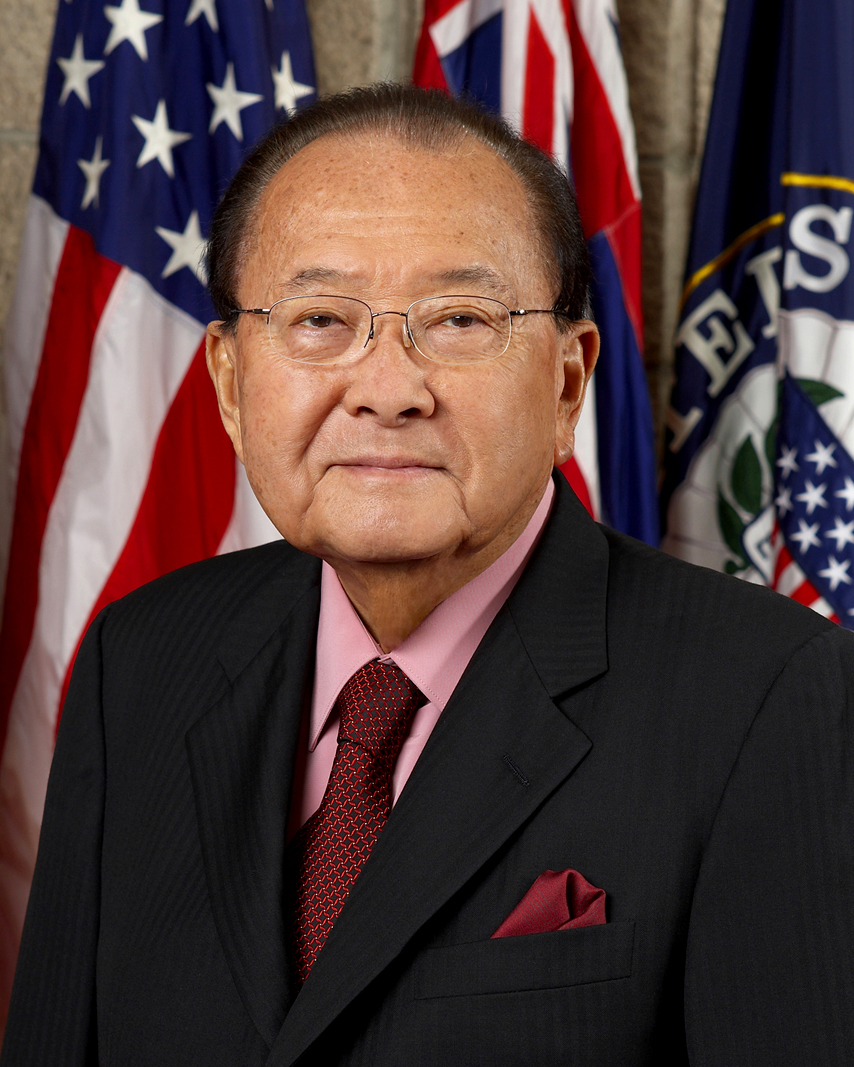
Daniel Inouye

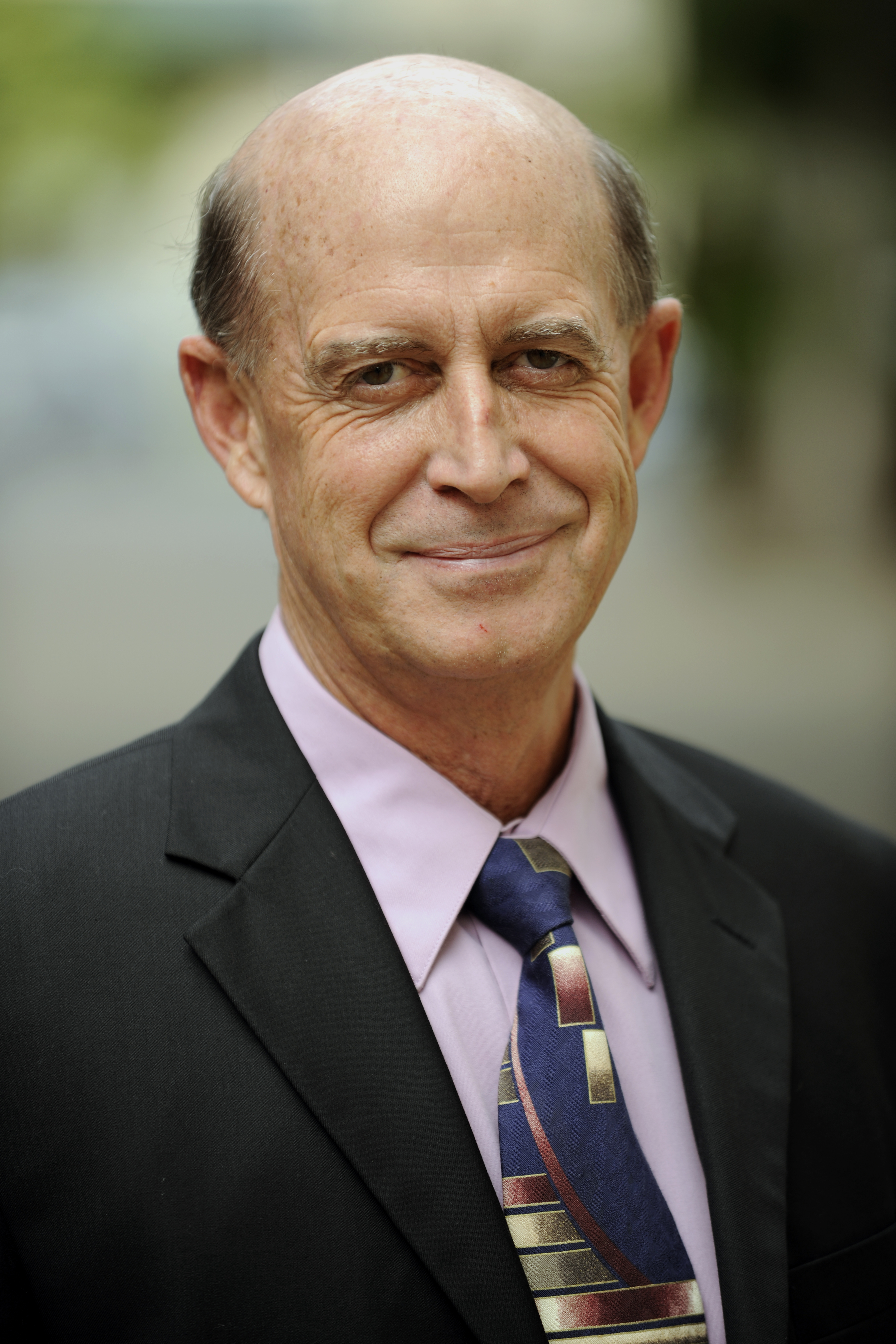
Campbell Cavasso

Der Demokrat Daniel Inouye, dienstältester Senator und Präsident pro tempore, hat für eine weitere Amtszeit kandidiert. Hawaii galt als demokratische Hochburg, Präsident Obama kam 2008 auf mehr als 70 Prozent der Stimmen. Zudem wählte Hawaii zuletzt 1970 einen Republikaner in den Senat.
Inouye gewann die Wahl mit 74,8 Prozent sehr deutlich vor seinem republikanischen Gegenkandidaten Campbell Cavasso (21,6 Prozent)

### Idaho

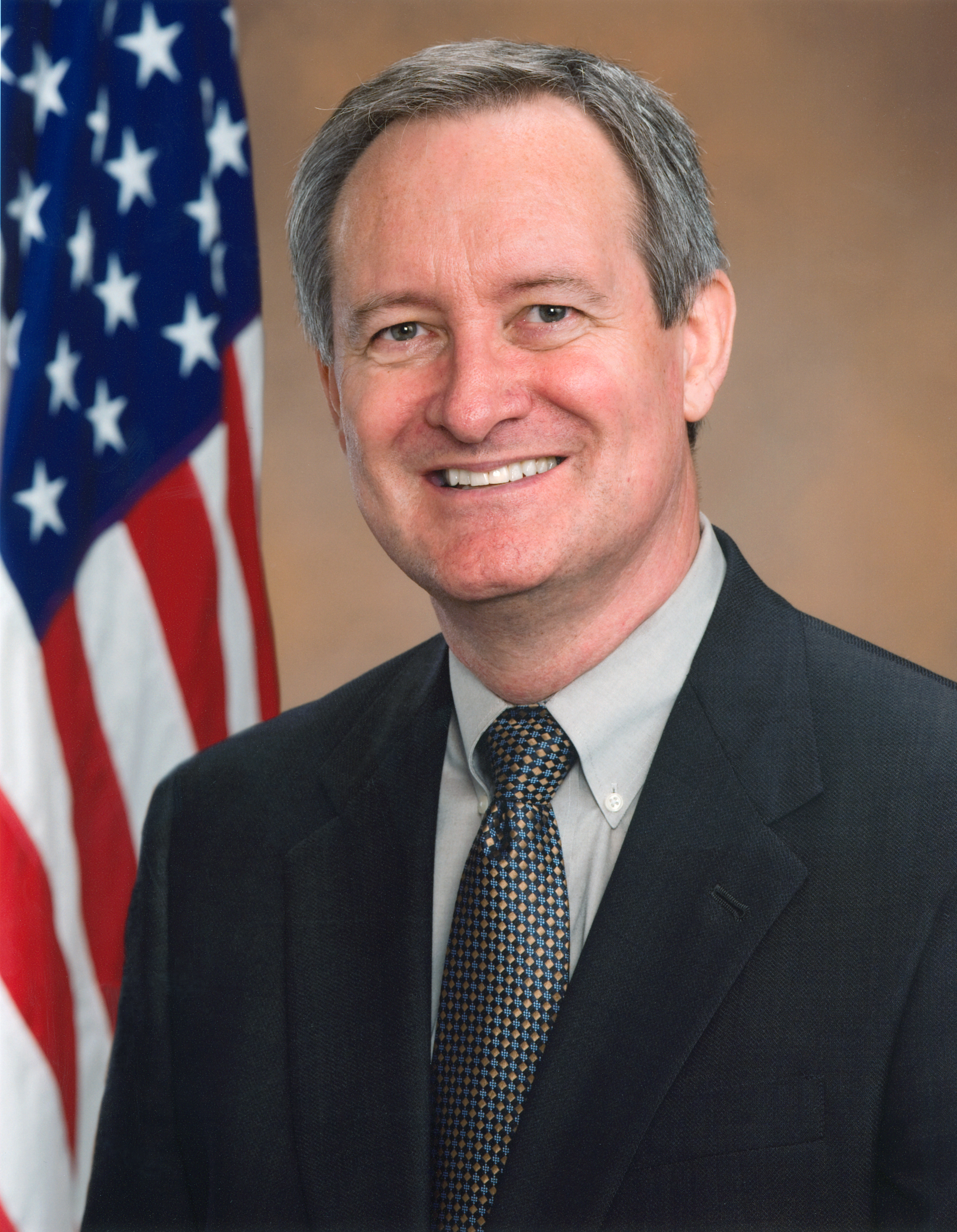
Mike Crapo

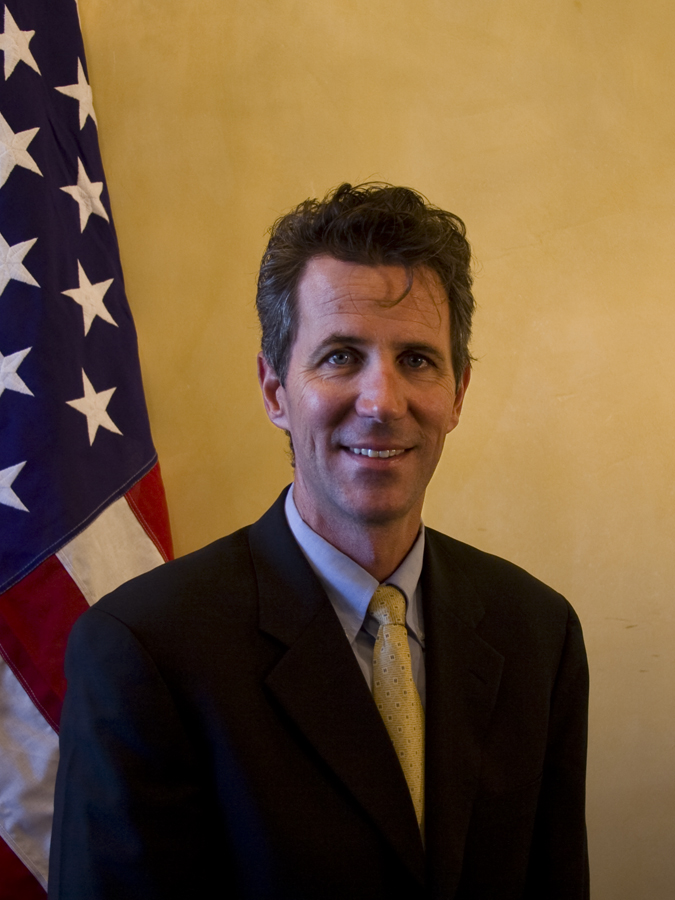
Tom Sullivan

Mike Crapo, amtierender Senator der Republikaner, ging gegen den Demokraten Tom Sullivan ins Rennen. Er gewann in den Vorwahlen klar mit einem Anteil von 79,3 Prozent gegen Skip Davis. Der politisch unerfahrene Geschäftsmann Sullivan bezwang William Bryk ebenfalls sehr deutlich. Idaho galt als stark republikanisch.
Die Wahl entscheid Crapo mit 71,1 Prozent der Stimmen für sich, Sullivan erreichte 25 Prozent.

### Illinois

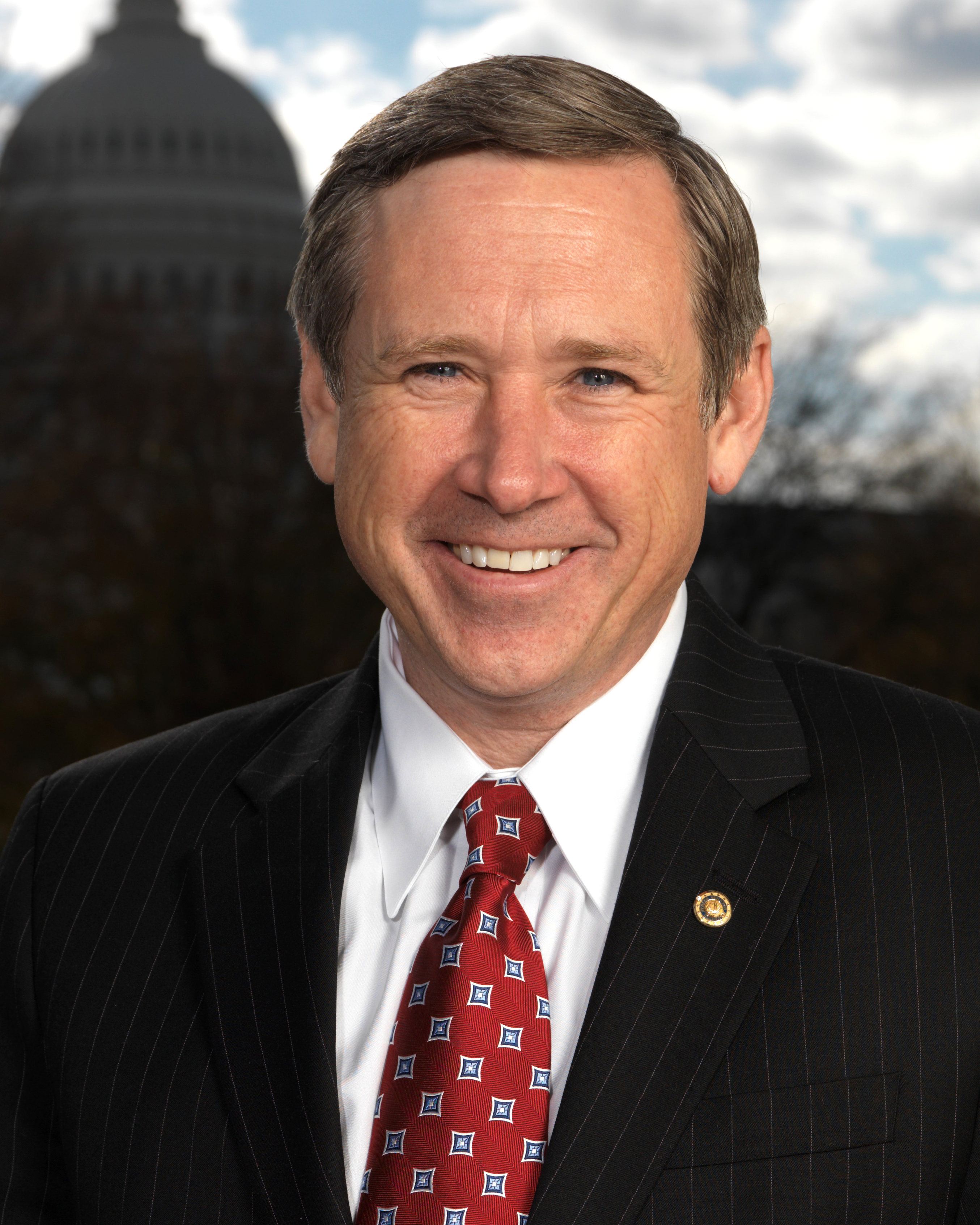
Mark Kirk

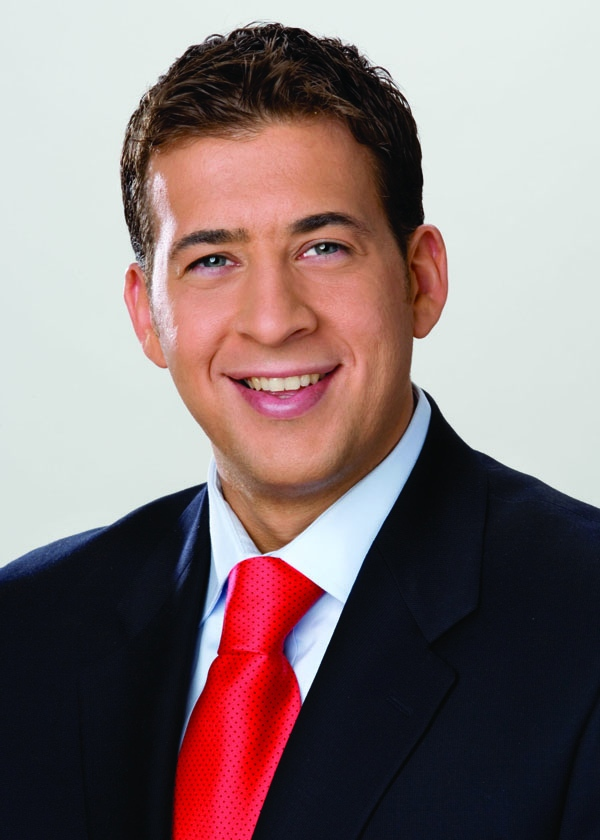
Alexi Giannoulias

Nach der Wahl von Barack Obama zum Präsidenten wurde der Demokrat Roland Burris vom ehemaligen Gouverneur Rod Blagojevich zum Senator ernannt. Burris hat jedoch nicht für eine volle Amtsperiode kandidiert. Um seine Nachfolge bewarben sich der demokratische State Treasurer Alexi Giannoulias, der republikanische Kongressabgeordnete Mark Kirk sowie der Kandidat der Grünen, LeAlan Jones. Umfragen sahen ein knappes Rennen zwischen Giannoulias und Kirk, wobei die zuletzt prognostizierten neun Prozentpunkte für Jones ausschlaggebend sein könnten.
Am 2. November wurde zusätzlich zur regulären Senatswahl eine Sonderwahl für eine Amtszeit nach der Wahl bis Januar 2011 abgehalten. Die Wahl wurde nötig, da ein Gericht in Illinois entschied, dass die Wähler über die Nachfolge von Barack Obama als Senator abstimmen sollten. Für diese Sonderwahl traten die gleichen Kandidaten an wie für die reguläre Wahl.
Die Doppelwahl gewann Kirk mit 48,2 Prozent knapp vor Giannoulias, der auf 46,3 Prozent kam.

### Indiana

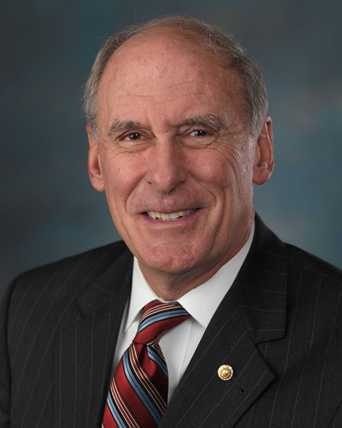
Dan Coats

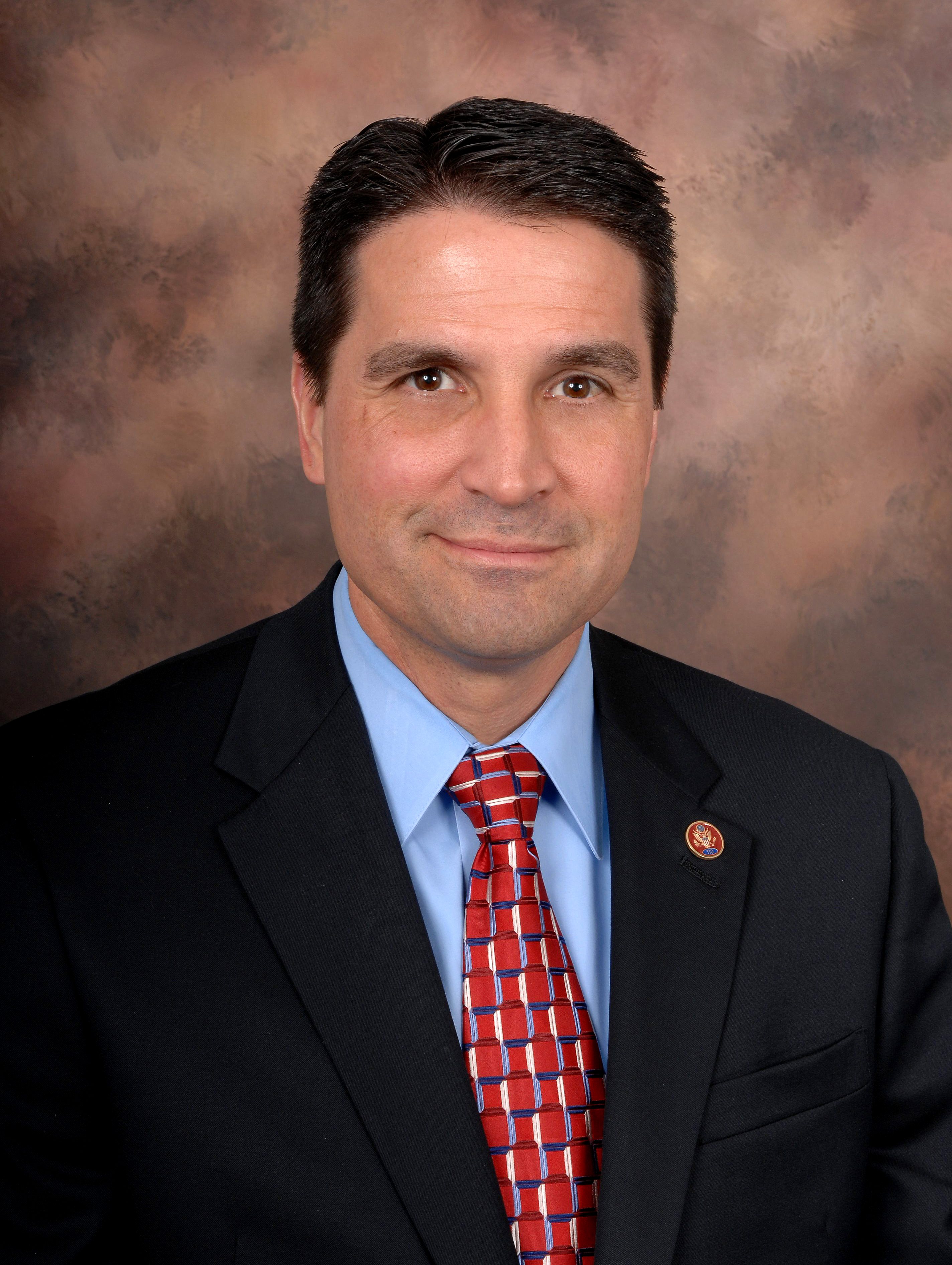
Brad Ellsworth

Der demokratische Senator Evan Bayh gab im Februar 2010 bekannt, dass er nicht erneut kandidieren wird. Dies tat er einen Tag nach Ablauf der Frist, nach welcher 500 Unterstützerunterschriften für eine Kandidatur hätten vorgelegt werden müssen, was folglich keinem Bewerber mehr gelingen konnte. So entschied der Exekutivausschuss der Demokratischen Partei Indianas über die Nominierung und wählte am 15. Mai 2010 den Kongressabgeordneten Brad Ellsworth aus.
Für die Republikaner trat der ehemalige Senator Dan Coats an. Dieser stieg erst vergleichsweise spät in den Wahlkampf ein und ließ dann noch den bis dahin in Führung liegenden John Hostettler hinter sich. Hostettler hatte 2006 sein Kongressmandat an den Demokraten Ellsworth verloren. Umfragen zufolge lag Coats etwa 20 Prozentpunkte vor Ellsworth.
Bei der Wahl erreichte Coats mit 56,4 Prozent einen deutlichen Wahlsieg. Ellsworth kam auf 38,1 Prozent der Stimmen.

### Iowa

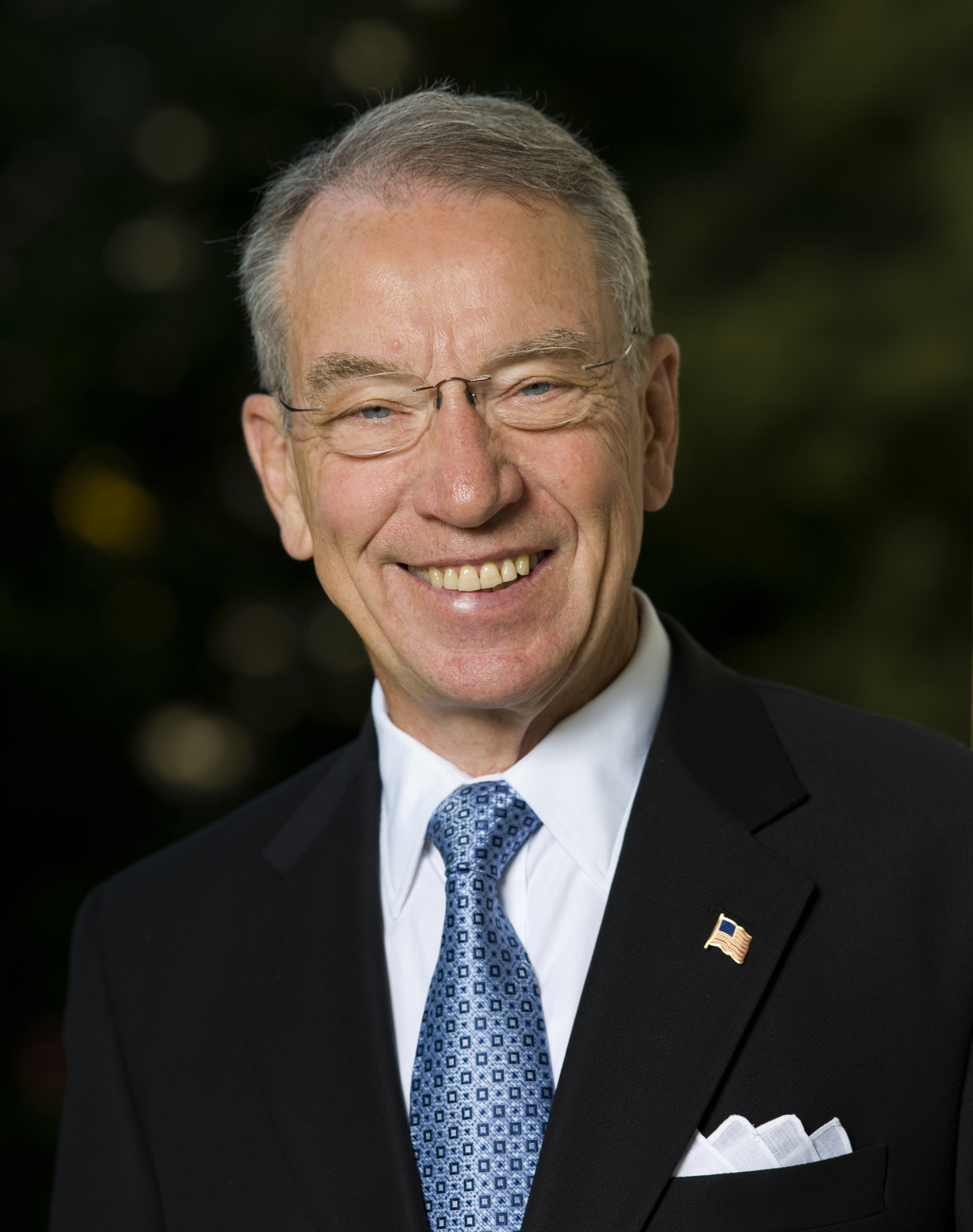
Chuck Grassley

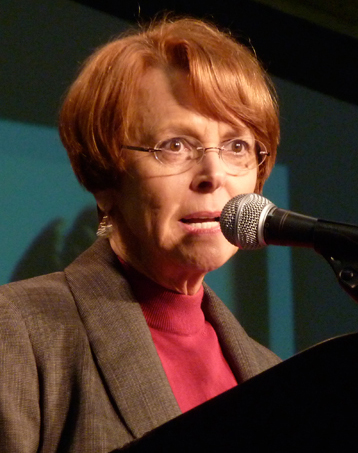
Roxanne Conlin

Der republikanische Amtsinhaber Chuck Grassley kandidiert erneut und tritt gegen die Demokratin Roxanne Conlin an, eine ehemalige Bundesstaatsanwältin. Grassley gewann die Primary ohne Gegner, Conlin jene der Demokraten mit 77,5 Prozent der Stimmen. Iowa gilt zwar als Swing State, Grassleys Arbeit als Senator wurde jedoch von mehr als 60 Prozent der Wähler Iowas als positiv bewertet. Daher lag Conlin in Umfragen deutlich hinter Grassley.
Grassley gewann mit 64,5 Prozent der Stimmen, Conlin erreichte 33,2 Prozent.

### Kalifornien

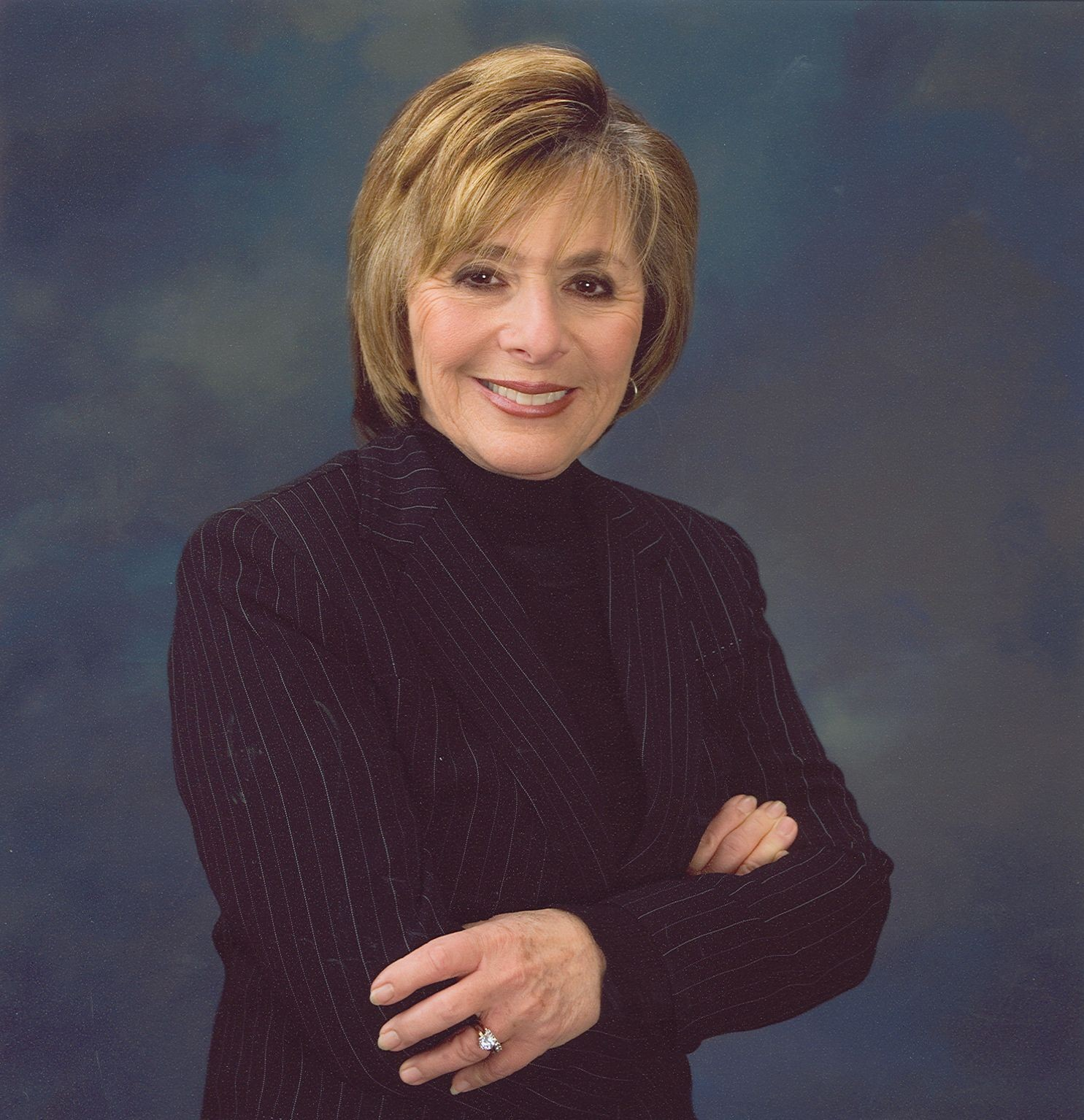
Barbara Boxer

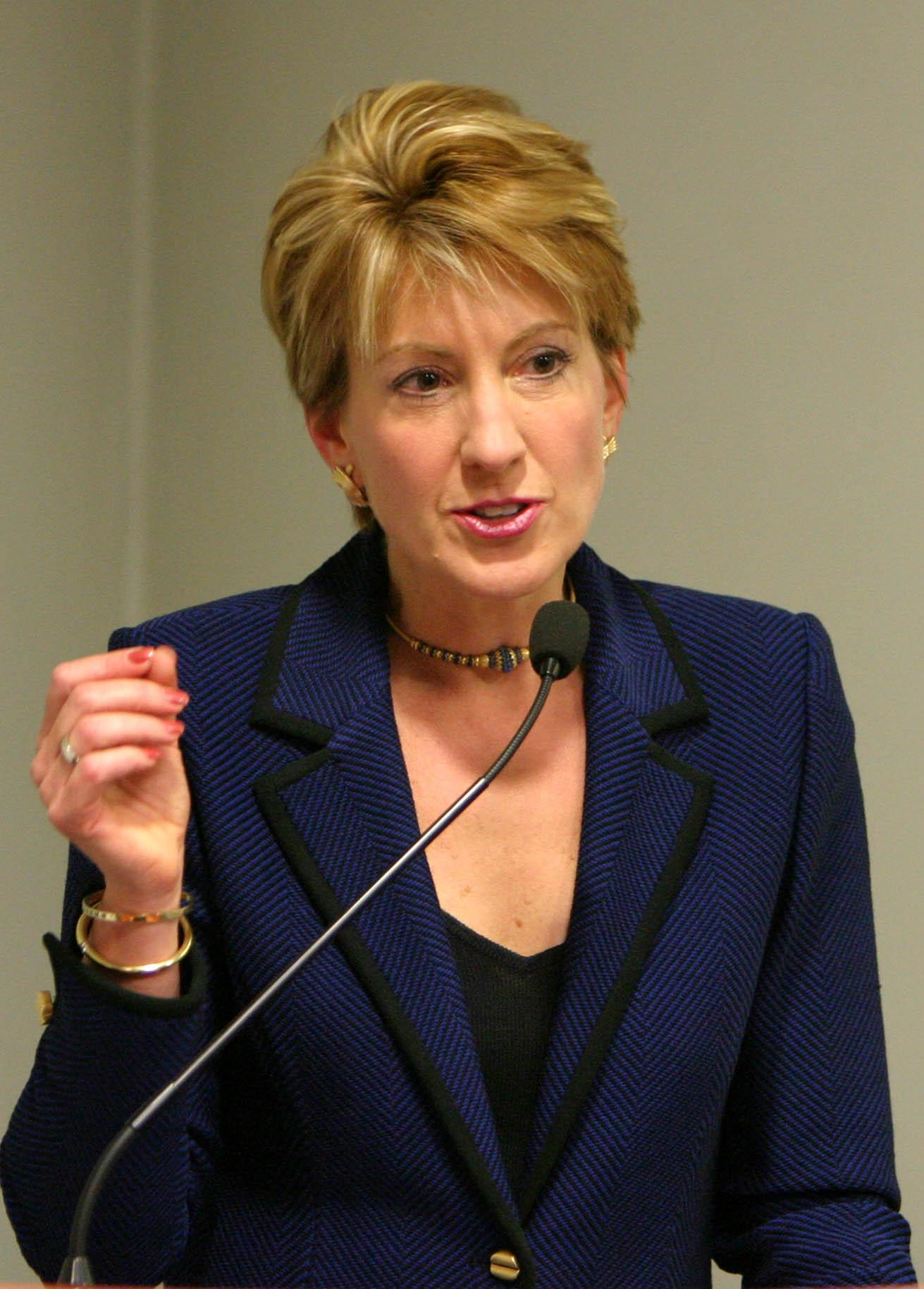
Carly Fiorina

Die amtierende demokratische Senatorin Barbara Boxer trat gegen die Republikanerin und ehemalige Chefin von HP, Carly Fiorina, an. Fiorina konnte sich in den republikanischen Vorwahlen am 8. Juni mit ca. 56 Prozent der Stimmen klar gegen ihre Mitbewerber Tom Campbell, einen ehemaligen Kongressabgeordneten, und Chuck DeVore, Mitglied der California State Assembly, durchsetzen. Die Umfragen zur Hauptwahl deuteten auf einen knappen Ausgang des Rennens hin; zuletzt lag Boxer knapp vorn.
Weitere Bewerber waren Gail Lightfoot (Libertarian Party), Duane Roberts (Green Party) und Marsha Feinland, ehemalige Präsidentschaftskandidatin der feministisch-sozialistischen Peace and Freedom Party.
Die Wahl gewann Boxer deutlicher als in den Umfragen erwartet mit 52,1 Prozent der Stimmen, fast 10 Prozentpunkte mehr als Fiorina (42,5 Prozent); die weiteren Kandidaten blieben bedeutungslos.

### Kansas

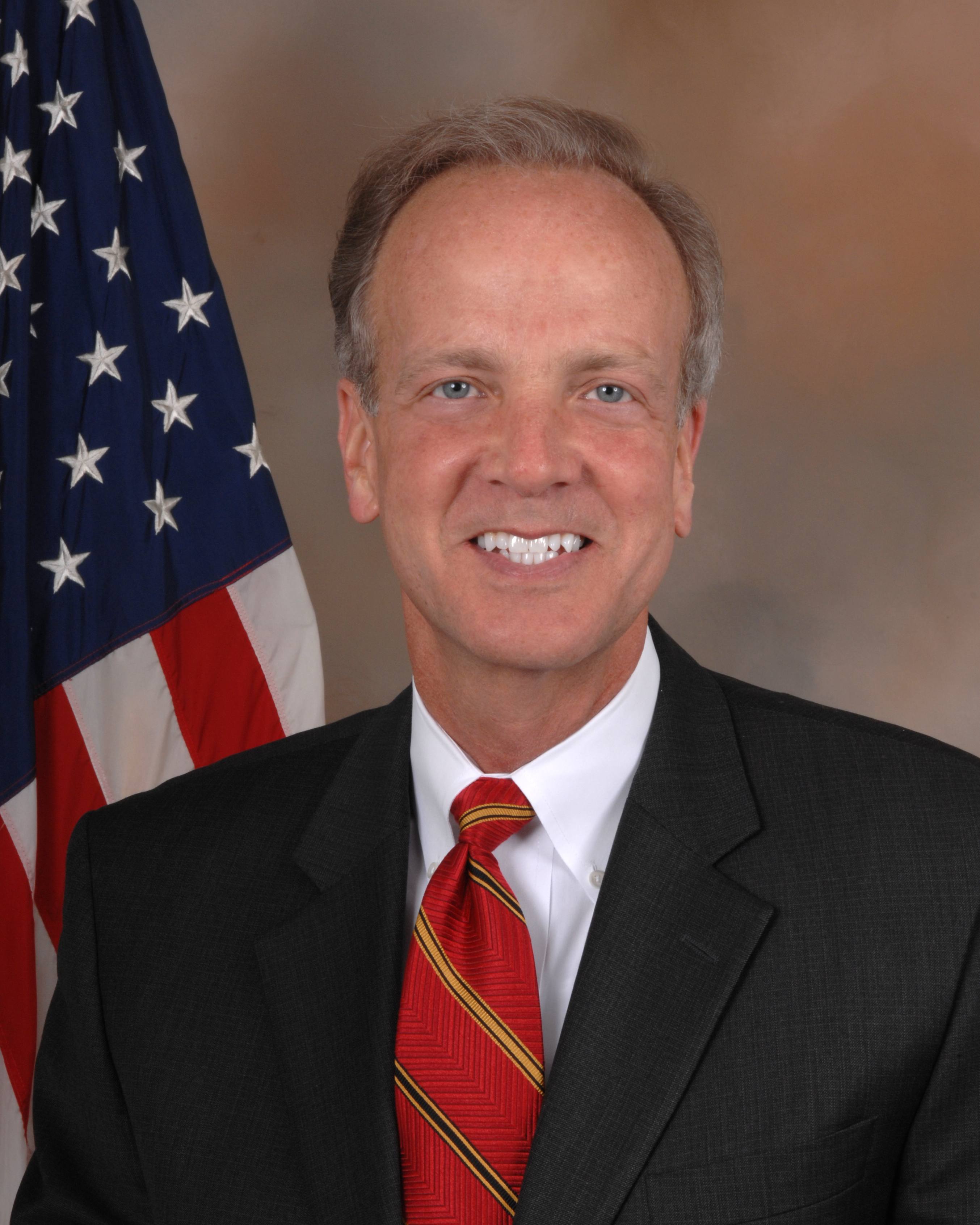
Jerry Moran

Sam Brownback, der republikanische Senator, hatte angekündigt, für das Amt des Gouverneurs von Kansas zu kandidieren. Für die Republikaner trat nun der Kongressabgeordnete Jerry Moran an, der sich in den Vorwahlen knapp gegen Todd Tiahrt durchsetzen konnte, ein weiteres Mitglied des Repräsentantenhauses. Die Demokratin Lisa Johnston, Leiterin der Baker University, setzte sich in den parteiinternen Vorwahlen durch, lag jedoch Umfragen zufolge etwa 40 Prozentpunkte hinter dem Republikaner Moran.
Moran gewann schließlich mit 70,3 Prozent der Stimmen, Johnston erreichte 26,2 Prozent.

### Kentucky

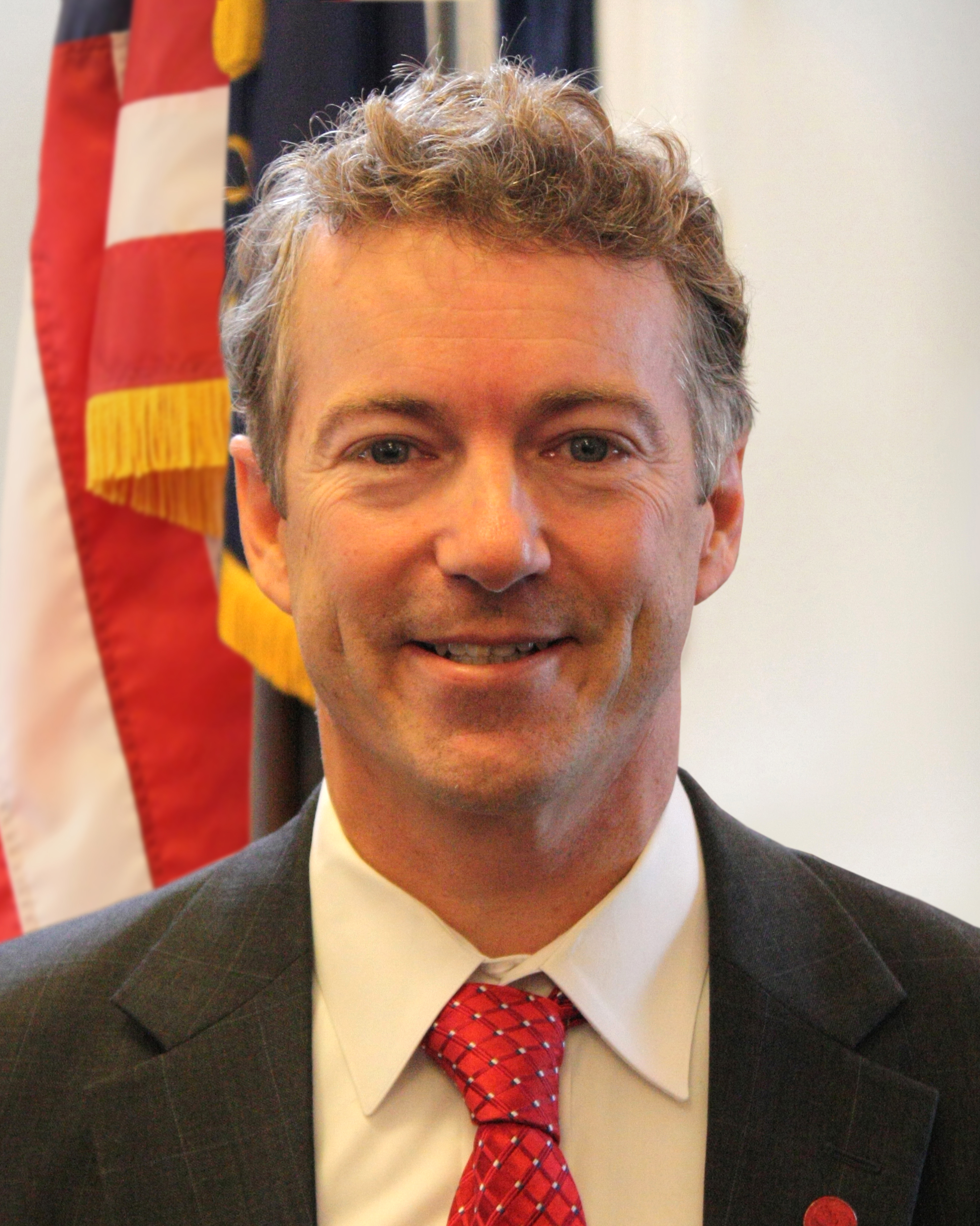
Rand Paul

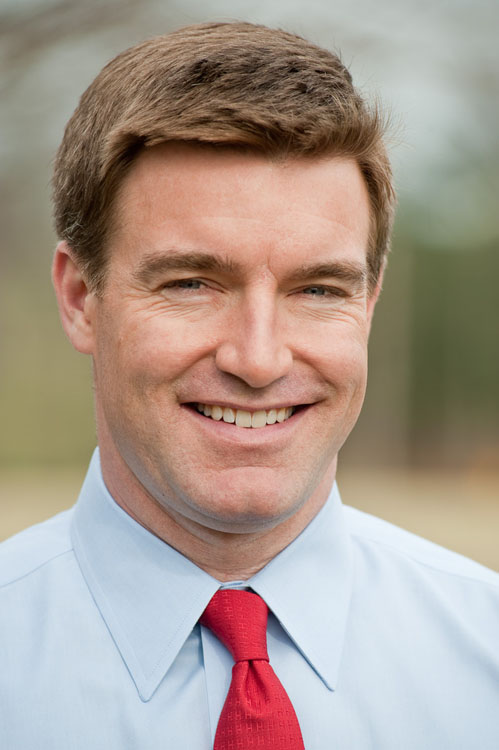
Jack Conway

Der republikanische Senator Jim Bunning gab im Juli 2009 bekannt, dass er nicht erneut antritt. In den republikanischen Vorwahlen am 18. Mai setzte sich der Augenarzt Rand Paul deutlich gegen den Secretary of State von Kentucky, Trey Grayson, durch. Paul ist der Sohn des Kongressabgeordneten und ehemaligen Präsidentschaftskandidaten Ron Paul und galt als Vertreter der konservativen Tea-Party-Bewegung. Die demokratischen Vorwahlen konnte der Attorney General von Kentucky, Jack Conway, relativ knapp gegen den Vizegouverneur Daniel Mongiardo für sich entscheiden. In Umfragen zur Hauptwahl lag Paul leicht vor Conway.
Paul gewann die Wahl deutlich mit 55,8 Prozent, Conway erreichte 44,2 Prozent.

### Louisiana

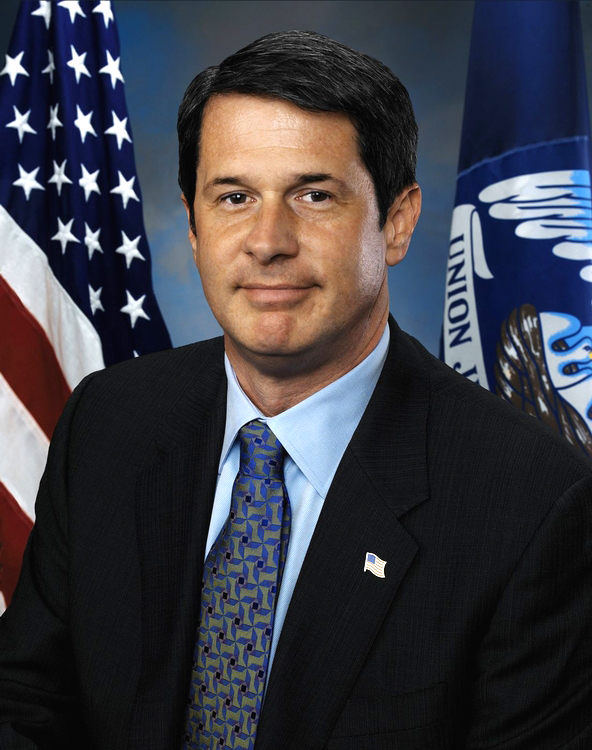
David Vitter

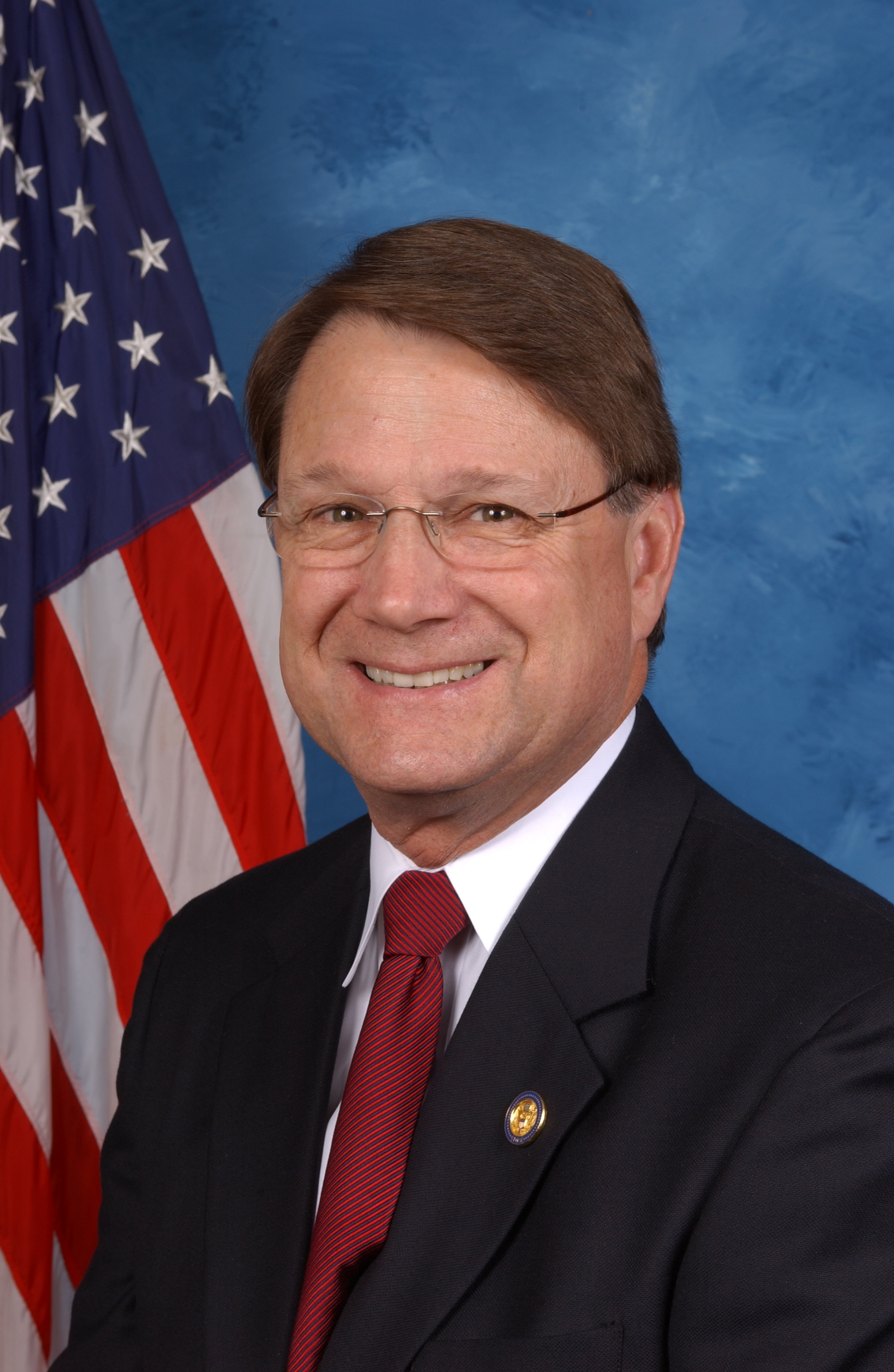
Charlie Melancon

Gegen den amtierenden republikanischen Senator David Vitter trat der demokratische Kongressabgeordnete Charlie Melancon an. Vitters erneute Kandidatur war in seiner Partei unumstritten. Er gewann die Primary mit 87,6 Prozent der Stimmen vor Chet D. Traylor, ehemals Richter am Obersten Gerichtshof von Louisiana, der auf 7,0 Prozent kam. Bei den Demokraten gab es für Melancon, derzeit einziger demokratischer Kongressabgeordneter aus Louisiana, ebenfalls keine ernsthafte Konkurrenz. Er erhielt 70,6 Prozent der Stimmen, der zweitplatzierte Neeson Chauvin 17,7 Prozent.
In letzten Umfragen lag Vitter rund 20 Prozentpunkte vor Melancon. Die Libertarian Party stellt mit Randall Todd Hayes ebenfalls einen Kandidaten auf.
Vitter gewann die Wahl mit 56,6 Prozent, Melancon kam auf 37,7 Prozent.

### Maryland

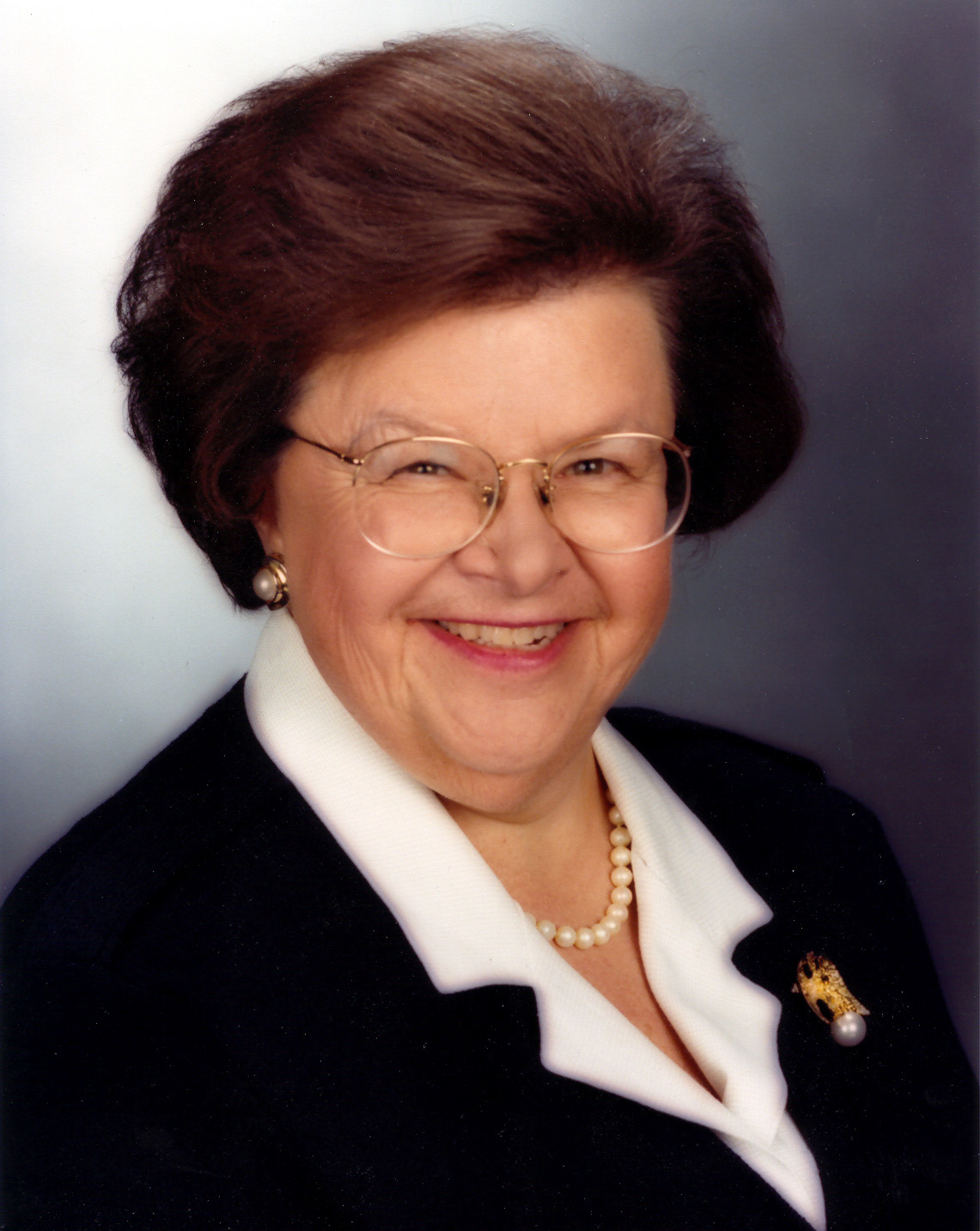
Barbara Mikulski

Barbara Mikulski, die derzeitige demokratische Amtsinhaberin, bewarb sich um eine fünfte Amtsperiode. Maryland gilt als überwiegend demokratischer Bundesstaat, Barack Obama kam 2008 auf etwa 62 %. Umfragen zufolge wurde Mikulskis Arbeit als Senatorin von der Mehrheit der Wähler positiv bewertet, was sie zur Favoritin für die Hauptwahl machte, nachdem sie die demokratische Primary völlig problemlos mit 81,7 Prozent der Stimmen für sich entschied. Bei den Republikanern bestand ein Feld von elf größtenteils unbekannten Kandidaten, in dem letztlich Eric Wargotz und Jim Rutledge den Sieg unter sich ausmachten. Wargotz, Leiter der Bezirksregierung (Commissioner) des Queen Anne’s County, distanzierte mit 38 Prozent der Stimmen Rutledge, der 31 Prozent erhielt.
Mikulski gewann die Wahl mit 61,8 Prozent der Stimmen, Wargotz erreichte 36,3 Prozent.

### Missouri

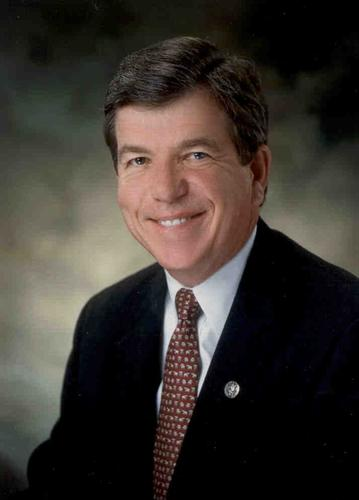
Roy Blunt

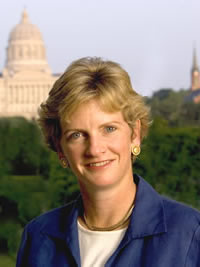
Robin Carnahan

Um die Nachfolge des nach vier Amtsperioden nicht erneut antretenden Republikaners Kit Bond bewarb sich sein Parteikollege Roy Blunt, Kongressabgeordneter seit 1997 und Vater des ehemaligen Gouverneurs Matt Blunt. Für die Demokraten trat die Secretary of State von Missouri an, Robin Carnahan, Tochter der ehemaligen Senatorin Jean Carnahan. Sie gewann die Primary ihrer Partei überlegen mit 83,9 Prozent der Stimmen vor Richard Tolbert (10,6 Prozent). Bei den Republikanern setzte sich Blunt gegen acht weniger namhafte Kandidaten durch und kam auf 70,9 Prozent. Umfragen zufolge konnte Blunt in den letzten Monaten seinen Rückstand auf Carnahan wettmachen und lag zuletzt etwa zehn Prozentpunkte vorne.
Als kleinere Parteien waren die Constitution Party mit Jerry Beck und die Libertarian Party mit Jonathan Dine auf dem Wahlzettel vertreten.
Blunt entschied die Wahl letztlich deutlich mit 54,3 Prozent der Stimmen für sich, Carnahan erhielt 40,6 Prozent der Stimmen.

### Nevada

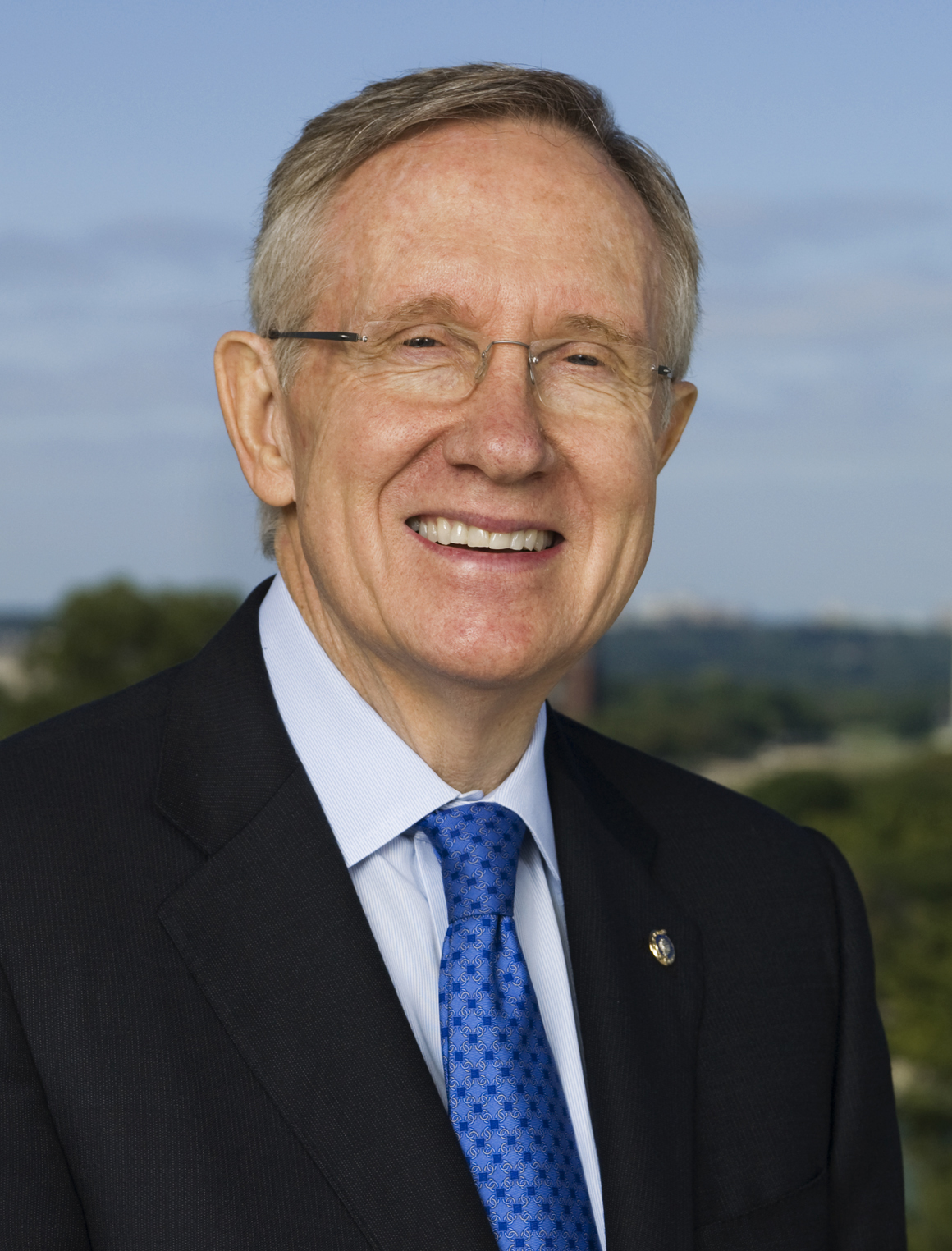
Harry Reid

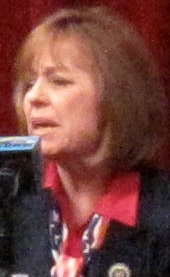
Sharron Angle

Harry Reid, seit 1987 im Senat, bewarb sich um eine fünfte Amtszeit. Der Majority Leader der Demokraten trat gegen die Republikanerin Sharron Angle an, eine ehemalige Abgeordnete der Nevada Assembly und Vertreterin der Tea-Party-Bewegung. Angle konnte sich in den Vorwahlen mit 40,1 Prozent der Stimmen gegen ihre Konkurrenten Sue Lowden (26,1 Prozent) und Danny Tarkanian (23,3 Prozent) durchsetzen; Reid erzielte als Sieger der demokratischen Primary 75,3 Prozent. Die letzten Wahlen konnte Reid klar für sich entscheiden, letzten Umfragen zufolge traf das für diese Wahl nicht mehr zu: Er lag nur wenige Prozentpunkte vor Angle. Experten hielten einen Sieg von Angle für möglich, da sie unter den wahlentscheidenden unabhängigen Wählern führte.
Die Wahl gewann Reid deutlicher als erwartet mit 50,2 Prozent der Stimmen, Angle erreichte 44,6 Prozent.

### New Hampshire

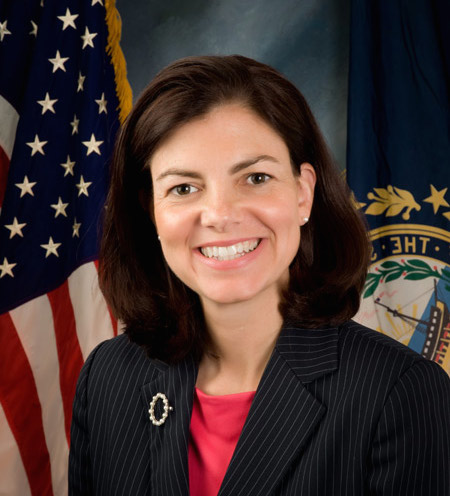
Kelly Ayotte

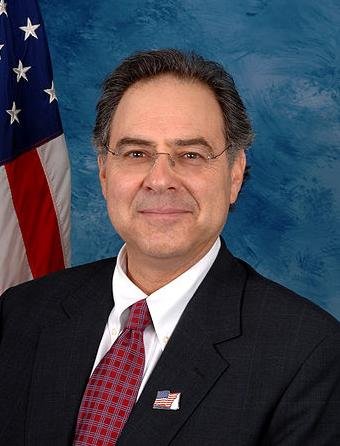
Paul Hodes

Nach der Ankündigung des Republikaners Judd Gregg, nicht wieder anzutreten, hofften die in Neuengland traditionell starken Demokraten auf den Gewinn dieses Sitzes, um den sich der Kongressabgeordnete Paul Hodes bewarb. Allerdings lag er in Umfragen kontinuierlich deutlich hinter der Kandidatin der Republikaner, Kelly Ayotte, zurück. Die frühere Generalstaatsanwältin von New Hampshire musste als klare Favoritin letztlich um die Nominierung ihrer Partei fürchten, die sie am Ende mit 38,1 Prozent der Stimmen nur sehr knapp vor Ovide Lamontagne (37,2 Prozent) errang. Hodes, seit 2007 Mitglied des Repräsentantenhauses, sah sich bei den Demokraten keinem Konkurrenten gegenüber.
Ayotte gewann die Wahl mit 60,2 Prozent der Stimmen, Hodes erreichte 36,7 Prozent.

### New York

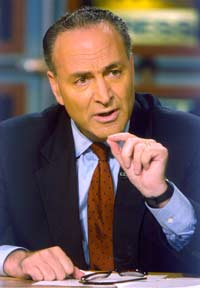
Charles Schumer

Der demokratische Amtsinhaber und ehemalige Vorsitzende des Democratic Senatorial Campaign Committee (DSCC), Charles Schumer, bewarb sich um eine dritte Amtszeit. Aufgrund seiner hohen Zustimmungswerte galt der seit 1999 amtierende Schumer, der als stellvertretender Vorsitzender des Democratic Caucus den dritthöchsten Rang der Parteihierarchie im Senat nach Harry Reid und Richard Durbin einnahm, als klarer Favorit gegen den republikanischen Kandidaten Jay Townsend. Townsend setzte sich in der Vorwahl seiner Partei mit 56,1 Prozent der Stimmen gegen Gary Berntsen durch. Umfragen sahen Schumer mit 20 bis 30 Prozentpunkten in Führung. Für den (nicht eingetretenen) Fall, dass Majority Leader Reid seinen Sitz in Nevada verloren hätte, die Demokraten aber die Mehrheit im Senat behalten hätten, galt Schumer als dessen voraussichtlicher Nachfolger.
Schumer gewann mit 65,4 Prozent der Stimmen, Townsend kam auf 33,0 Prozent.

### New York (Sonderwahl)

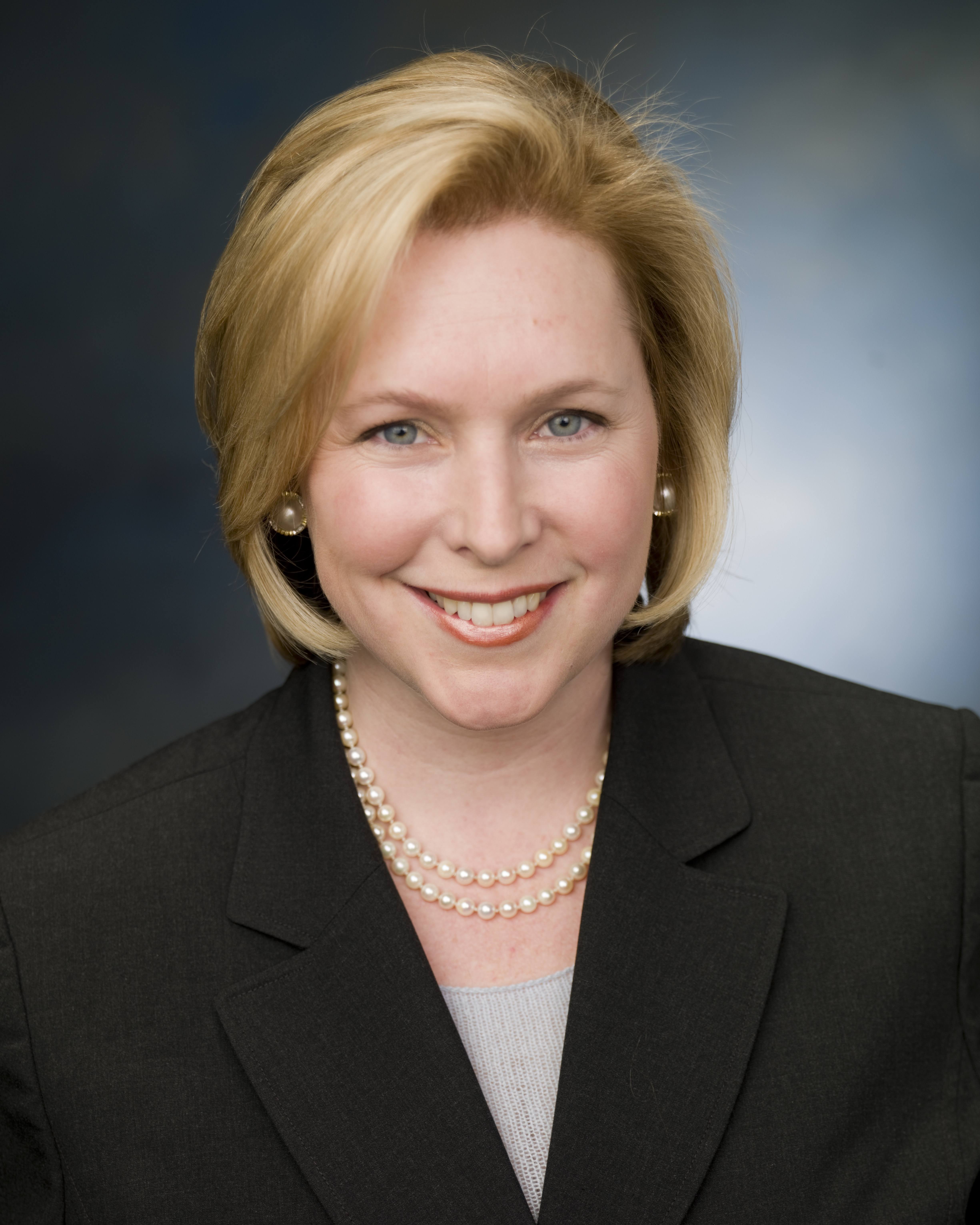
Kirsten Gillibrand

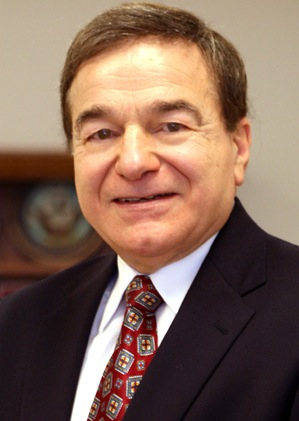
Joseph DioGuardi

Nachdem die ehemalige demokratische Senatorin und Präsidentschaftskandidatin Hillary Clinton ins Außenministerium wechselte, ernannte Gouverneur David Paterson im Januar 2009 die demokratische Kongressabgeordnete Kirsten Gillibrand zur Nachfolgerin von Clinton. Da die Amtsperiode von Hillary Clinton noch bis Anfang 2013 dauerte, wurde eine Sonderwahl am 2. November 2010 nötig, um die restliche Amtszeit auszufüllen. Gillibrand, deren Berufung durch Paterson allgemein überrascht aufgenommen war, schien zunächst einem schwierigen Vorwahlkampf entgegenzusehen, da mit Carolyn B. Maloney und Carolyn McCarthy zwei als liberaler geltende Kongressabgeordnete eine Gegenkandidatur ins Auge fassten. Mit Steve Israel signalisierte ein weiteres Kongressmitglied Interesse, doch diesen überzeugte Präsident Barack Obama persönlich, davon abzusehen, um eine womöglich problematische Vorwahl zu verhindern. Da auch Maloney und McCarthy letztlich auf eine Kandidatur verzichteten, verlief die Vorwahl für Gillibrand letztlich ohne Hürde; mit 75,9 Prozent der Stimmen besiegte sie die Juristin Gail Goode.
Bei den Republikaner wurde lange über namhafte Kandidaten spekuliert. Zum Kreis gehörten unter anderem der ehemalige Gouverneur George Pataki, der ehemalige New Yorker Bürgermeister Rudy Giuliani und der Kongressabgeordnete Peter T. King. Letztlich verzichteten alle auf eine Bewerbung, so dass ein weniger prominentes Feld verblieb, aus dem bei der Primary Joseph J. DioGuardi als Sieger hervorging. Der frühere Kongressabgeordnete (1985 bis 1989), Vater von Musikproduzentin Kara DioGuardi, verwies mit 41,7 Prozent der Stimmen den Wirtschaftswissenschaftler David Malpass (37,6 Prozent) und den Lokalpolitiker Bruce Blakeman (20,7 Prozent) auf die Plätze zwei und drei.
Senatorin Gillibrand, die auch von der Working Families Party unterstützt wird, lag in Umfragen etwa 20 Prozentpunkte vor DioGuardi, der auch als Kandidat der Conservative Party auf dem Wahlzettel stand. Wie in New York üblich, gab es eine Reihe weiterer Kandidaten kleinerer Parteien, darunter auch der bei den Republikanern gescheiterte David Malpass, der nun für die Taxpayers Party antrat.
Gillibrand gewann die Wahl wie erwartet mit 62 Prozent deutlich, DioGuardi erreichte 35,8 Prozent.

### North Carolina

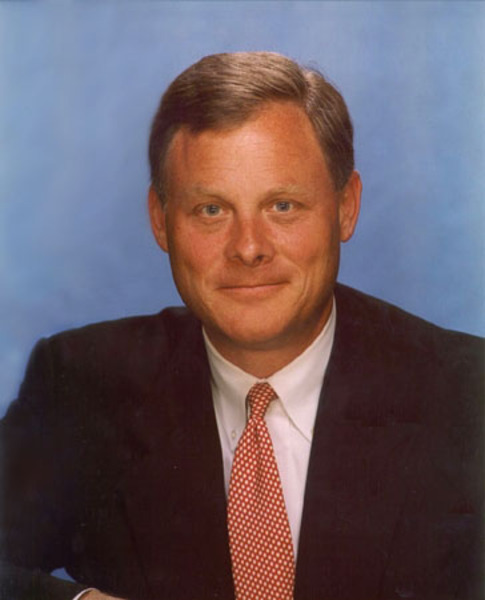
Richard Burr

Der 2004 gegen Erskine Bowles in den Senat gewählte Republikaner Richard Burr wollte eine Serie durchbrechen: Seit 1968 gelang keinem Amtsinhaber des Klasse-3-Sitzes aus North Carolina die Wiederwahl. Umfragen sehen ihn allerdings klar gegenüber der Demokratin Elaine Marshall, momentan Secretary of State in der Staatsregierung, vorn. Ein Faktor könnte jedoch die Kandidatur von Michael Beitler von der Libertarian Party sein, dem bis zu zehn Prozent der Stimmen prognostiziert werden.
Burr gewann die Wahl mit 55,0 Prozent. Marshall kam auf 42,9 Prozent, Beitler auf 2,1 Prozent.

### North Dakota

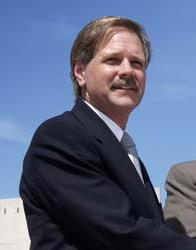
John Hoeven

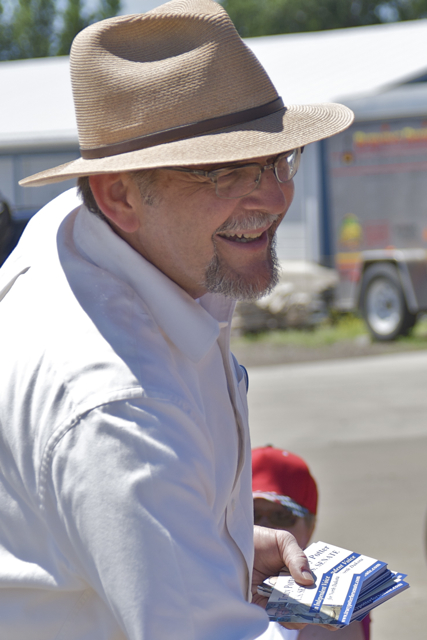
Tracy Potter

Der amtierende demokratische Senator Byron Dorgan gab im Januar 2010 bekannt, dass er nicht erneut kandidieren würde. Daraufhin entschloss sich der angesehene Gouverneur von North Dakota, John Hoeven, für die Republikaner anzutreten. Für die Demokraten ging der Staatssenator Tracy Potter ins Rennen. Beide Kandidaten blieben in den Vorwahlen ihrer Partei ohne Konkurrenz. North Dakota galt als sicherster Zugewinn („Pick-Up“) der Republikaner in diesen Senatswahlen. Hoeven lag in Umfragen mehr als 40 Prozentpunkte vor Potter. Dritter Kandidat war Keith Hanson von der Libertarian Party.
Hoeven gewann die Wahl mit 76,2 Prozent der Stimmen, Potter kam auf nur 22,2 Prozent.

### Ohio

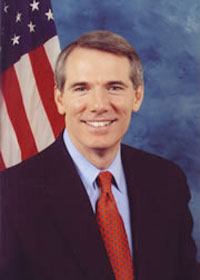
Rob Portman

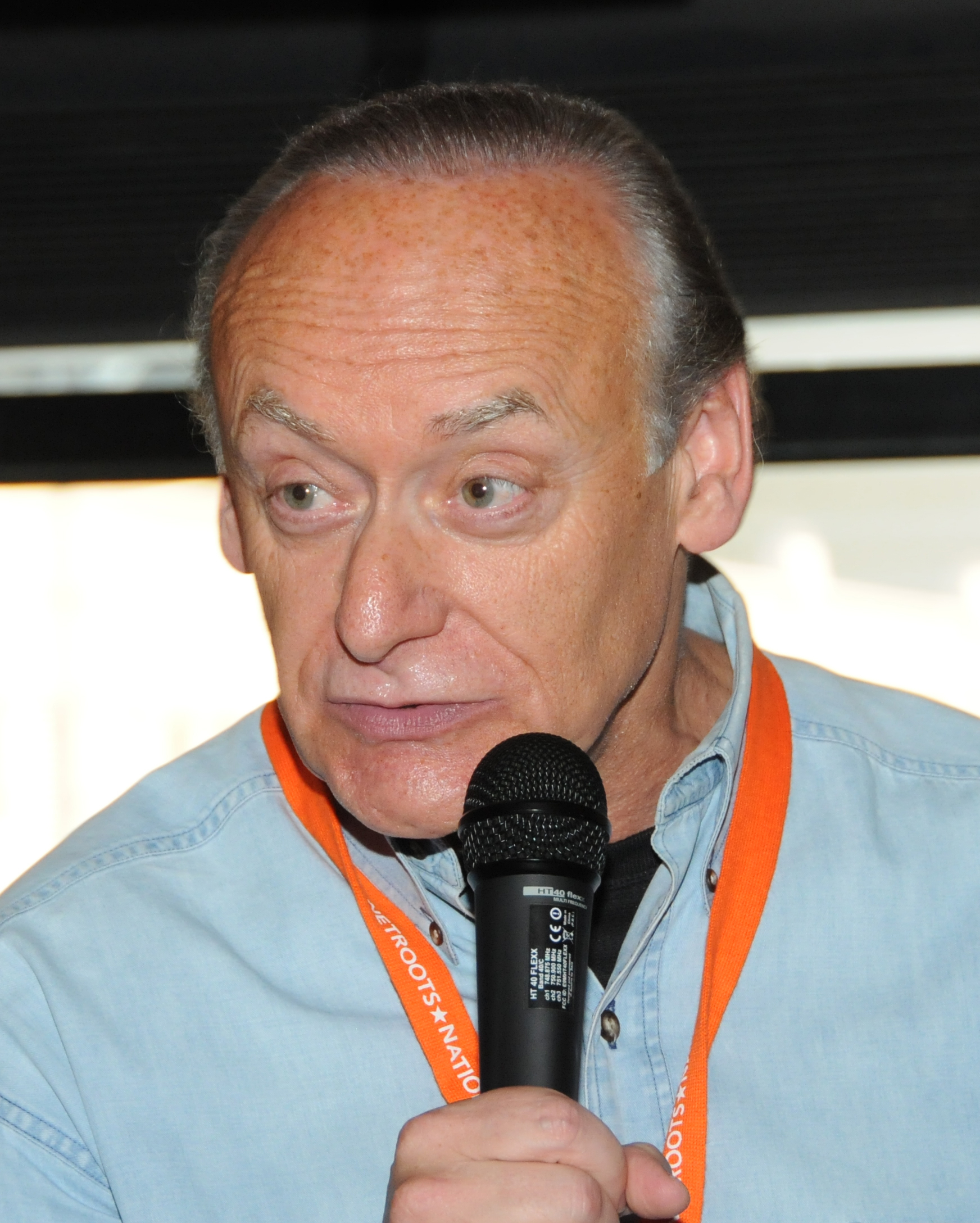
Lee Fisher

Um die Nachfolge des nach zwei Amtszeiten nicht erneut kandidierenden republikanischen Senators George Voinovich bewarb sich sein Parteikollege, Rob Portman, ehemaliger Kongressabgeordneter und unter George W. Bush als Direktor des Office of Management and Budget Mitglied des Bundeskabinetts. Die Demokraten nominierten den amtierenden Vizegouverneur Lee Fisher. In den demokratischen Vorwahlen am 4. Mai konnte Fisher deutlich gegen Secretary of State Jennifer Brunner gewinnen. Obwohl Ohio als klassischer Swing State gilt, lag der Republikaner Portman in Umfragen etwa neun Prozentpunkte vor dem Demokraten Fisher. Es traten auch mehrere Kandidaten von Kleinparteien an, unter anderem der Gewerkschafter Dan La Botz für die Sozialistische Partei.
Die Wahl gewann Portman mit 57,3 Prozent, Fisher erreichte 39 Prozent.

### Oklahoma

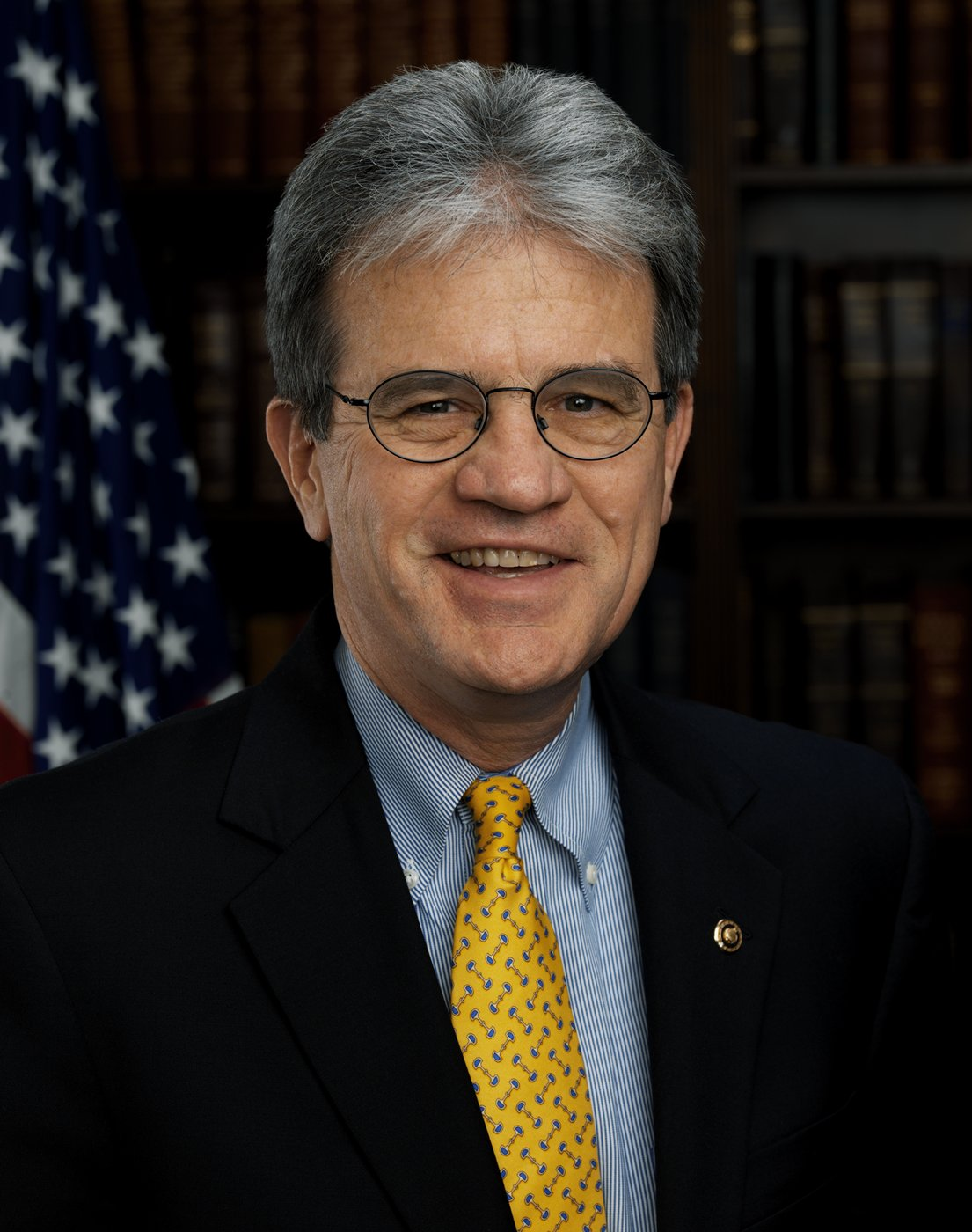
Tom Coburn

Der Republikaner Tom Coburn bewarb sich um eine zweite Amtszeit. Er trat gegen den Demokraten Jim Rogers an, einen Lehrer, der die Vorwahlen seiner Partei mit 65,4 Prozent der Stimmen gegen den Geschäftsmann Mark Myles gewann. Oklahoma galt als stark republikanisch geprägter Bundesstaat. Zudem geben etwa 70 Prozent der Wähler in Oklahoma an, dass sie mit Coburns Arbeit als Senator zufrieden sind. Dementsprechend lag dieser in Umfragen mehr als 40 Prozentpunkte vor Rogers.
Die Wahl gewann Coburn mit 70,5 Prozent, Rogers kam auf 26,1 Prozent.

### Oregon

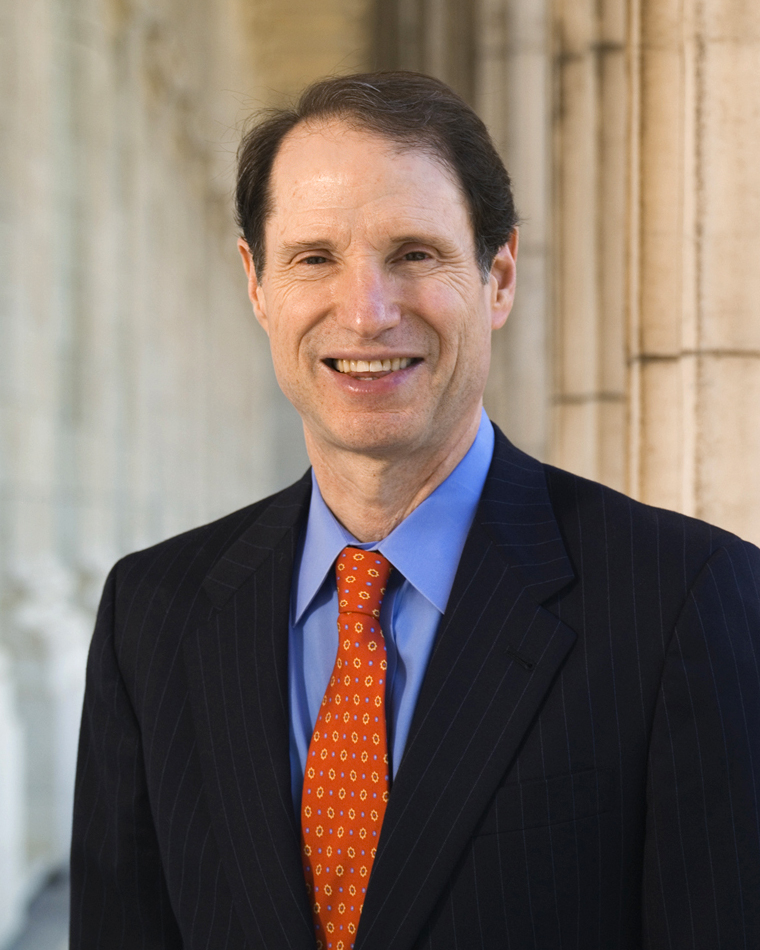
Ron Wyden

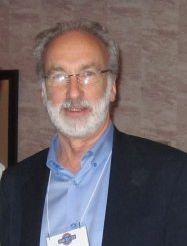
Jim Huffman

Der Demokrat Ron Wyden, seit 1996 im Amt, kandidierte erneut. Für die Republikaner trat Jim Huffman an, Professor an der Lewis & Clark Law School. Oregon galt als den Demokraten zugeneigter Bundesstaat, Barack Obama konnte den Bundesstaat 2008 mit ca. 57 Prozent der Stimmen gewinnen. Zudem ist die Mehrheit der Wähler Oregons mit der Arbeit von Wyden als Senator zufrieden. Letzten Umfragen zufolge lag Wyden etwa 20 Prozentpunkte vor Huffman. Die Libertarian Party nominierte Marc Delphine, der ohne Siegchance ist.
Wyden erreichte seine Wiederwahl mit 57,2 Prozent der Stimmen. Auf Huffman entfielen 39,4 Prozent.

### Pennsylvania

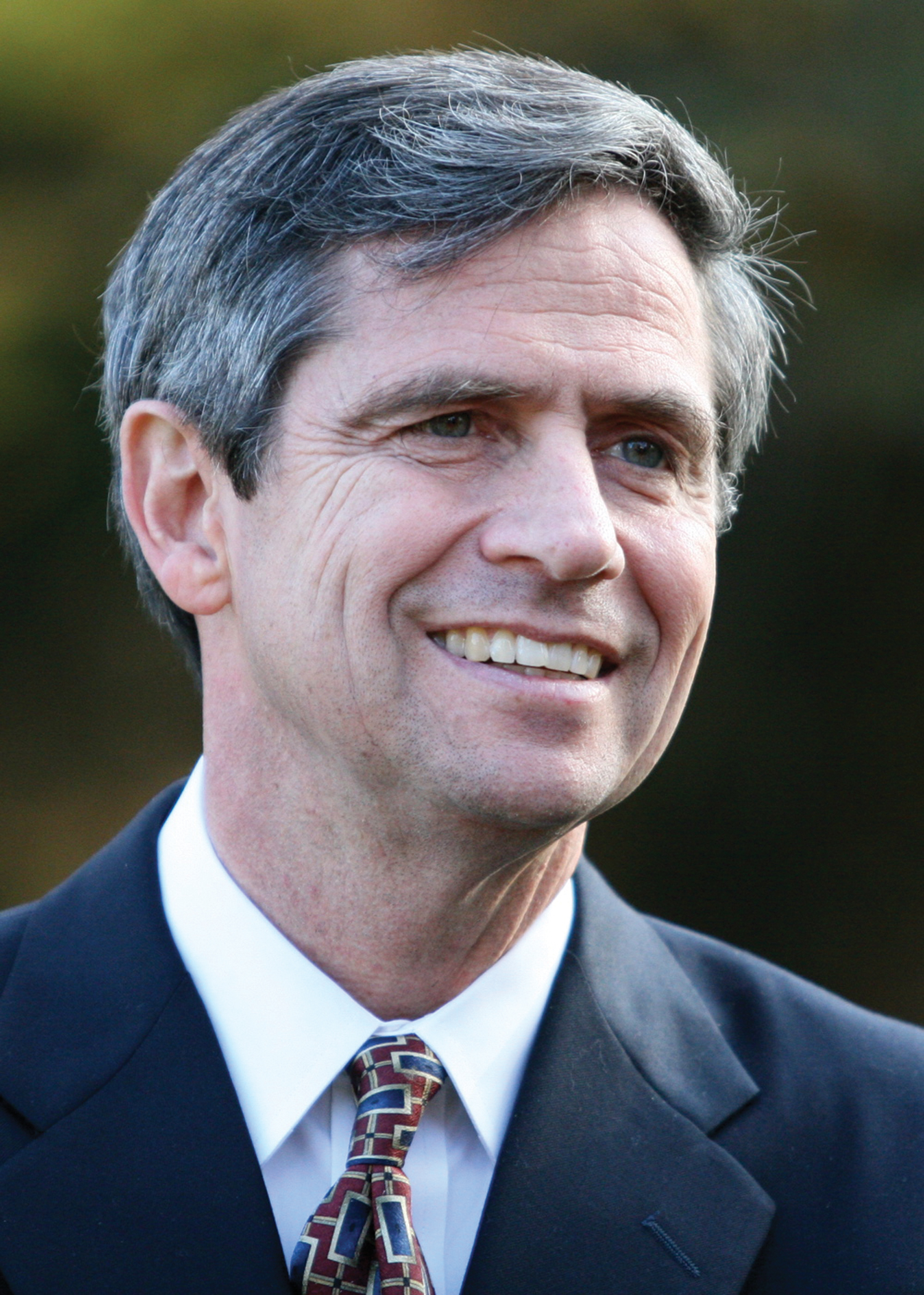
Joe Sestak

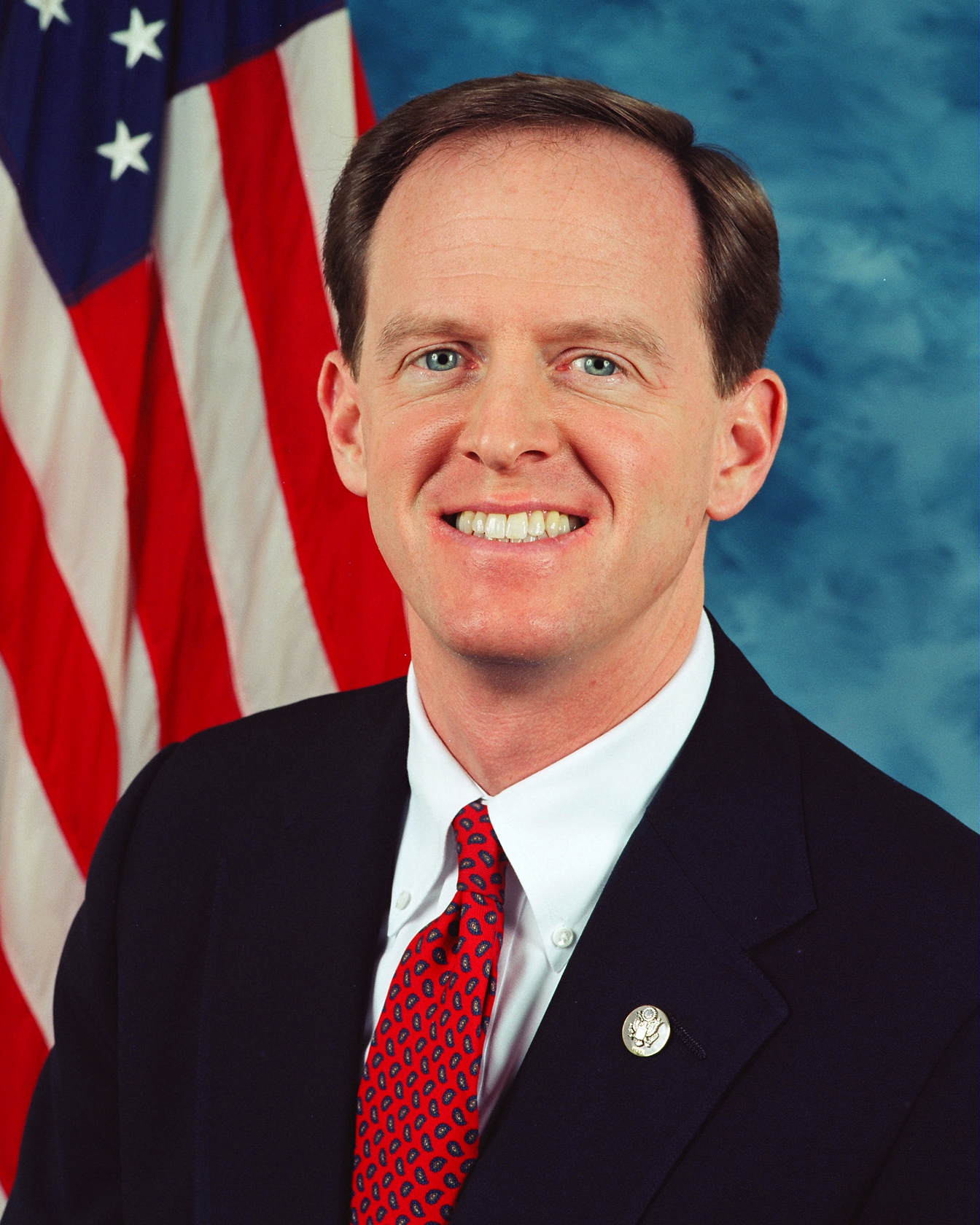
Pat Toomey

Senator Arlen Specter gab im April 2009 seinen Wechsel von den Republikanern zu den Demokraten bekannt, um bessere Chancen auf eine Wiederwahl zu haben. Im August 2009 erklärte der demokratische Kongressabgeordnete Joe Sestak, dass er Specter innerparteilich herausfordern würde. Umfragen zeigten Specter anfangs klar vor Sestak, im Laufe der Vorwahlkampagne konnte Sestak seinen Bekanntheitsgrad jedoch deutlich erhöhen. Schließlich konnte er am 18. Mai Amtsinhaber Specter mit 54 Prozent der Stimmen klar besiegen. Für die Republikaner trat der ehemalige Kongressabgeordnete Pat Toomey an. Während in Pennsylvania die Demokraten in den letzten Wahlen deutliche Zugewinne erzielen konnten, schien sich dieser Trend zuletzt umzukehren: Toomey lag in Umfragen etwa sechs bis zehn Prozentpunkte vor Sestak.
Das Wahlergebnis fiel knapper aus als in den Umfragen vorhergesagt: Toomey gewann mit 51,0 Prozent der Stimmen, Sestak erreichte 49 Prozent.

### South Carolina

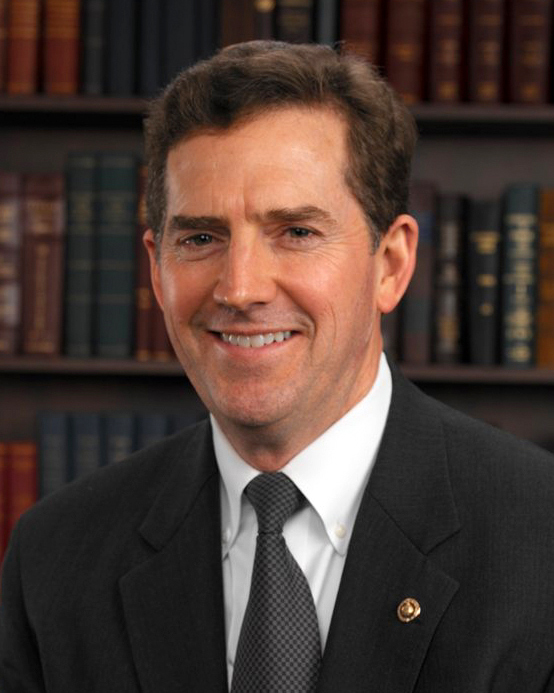
Jim DeMint

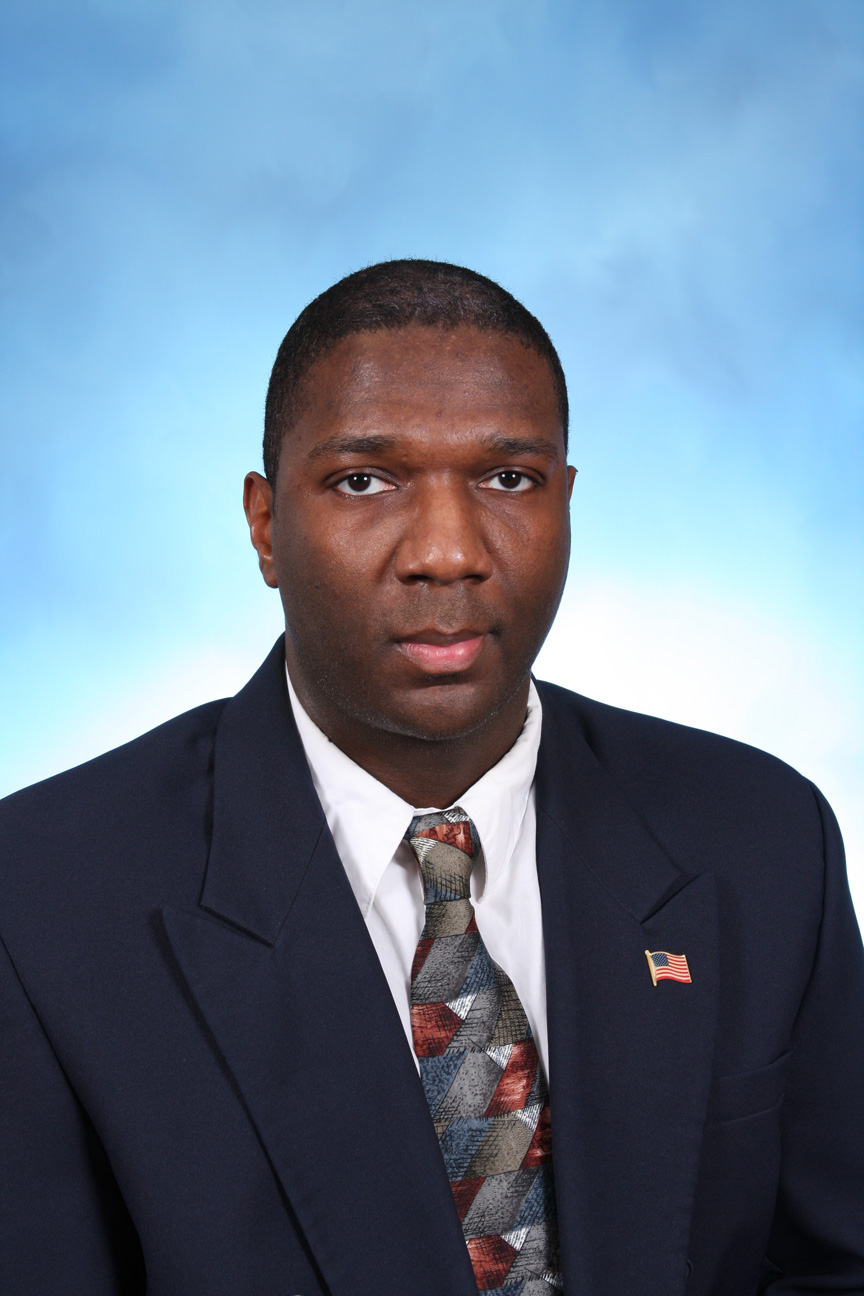
Alvin Greene

Der republikanische Amtsinhaber Jim DeMint trat gegen den Demokraten und Kriegsveteran Alvin Greene an, der sich in den Vorwahlen überraschend gegen Vic Rawl durchsetzen konnte. Greene, ein arbeitsloser Veteran ohne Wahlkampforganisation, galt jedoch als chancenlos gegen DeMint. Die Nominierung Greenes, der erster afroamerikanischer Senatskandidat einer der beiden großen Parteien in South Carolina ist, sorgte bei den Demokraten für teilweise heftige Auseinandersetzungen, da er innerhalb seiner Partei als völlig unbekannt gilt und sich später herausstellte, dass er einer Sittlichkeitsklage entgegensieht.
Erwartungsgemäß gewann DeMint mit 62,4 Prozent deutlich. Green kam lediglich auf 28,2 Prozent der Stimmen, der Kandidat der Grünen Partei, Tom Clements, erreichte mit 9,4 Prozent ein achtbares Resultat.

### South Dakota

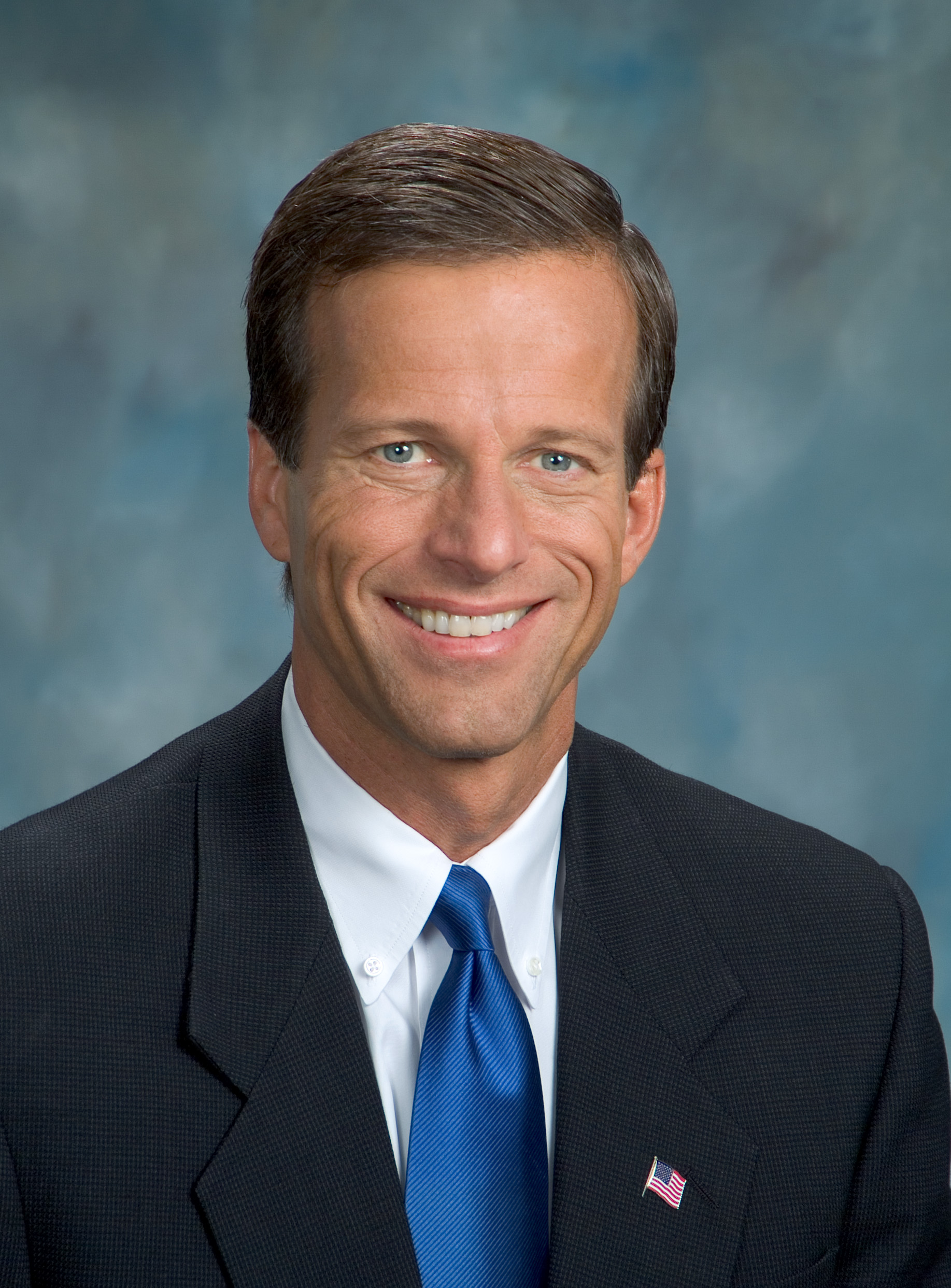
John Thune

Der Republikaner John Thune besiegte 2004 den demokratischen Amtsinhaber Tom Daschle mit 51 Prozent der Stimmen. Thune, mittlerweile ein populärer Politiker in seinem Bundesstaat, ging ohne Gegenkandidaten der Demokraten in die Hauptwahl im November und gewann entsprechend mit 100 Prozent der Stimmen.

### Utah

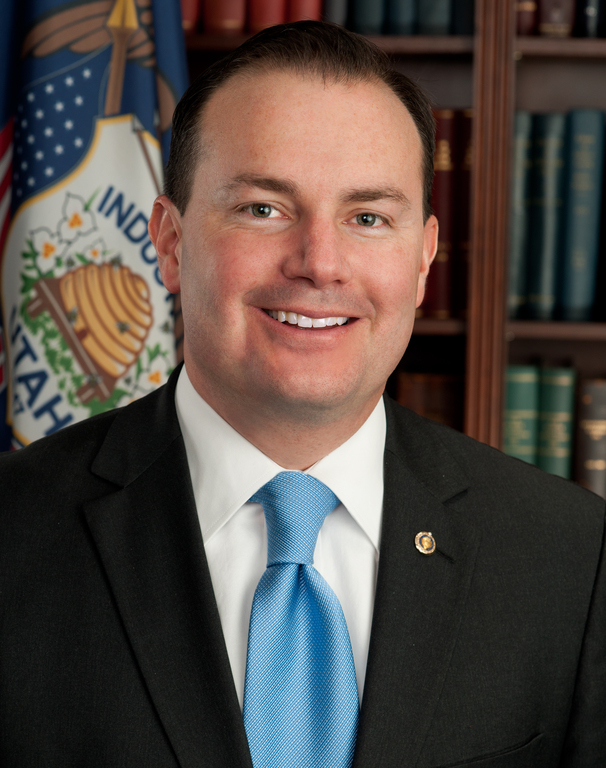
Mike Lee

In dem traditionell konservativen Staat trafen zwei Bewerber aufeinander, die noch kein politisches Amt bekleidet haben. Für die Republikaner trat der Jurist Mike Lee an, der in den Vorwahlen den Geschäftsmann Tim Bridgewater besiegte. Bereits zuvor war Amtsinhaber Bob Bennett als Drittplatzierter bei der Vorabstimmung auf der State Convention ausgeschieden. Die Demokraten entschieden sich auf ihrem Parteitag für den Geschäftsmann Sam Granato, der nach Umfragen ohne Chance auf den Sieg gewesen sein dürfte.
Lee gewann die Wahl mit 61,6 Prozent, Granato erreichte 32,8 Prozent. Scott Bradley von der Constitution Party erzielte 5,7 Prozent.

### Vermont

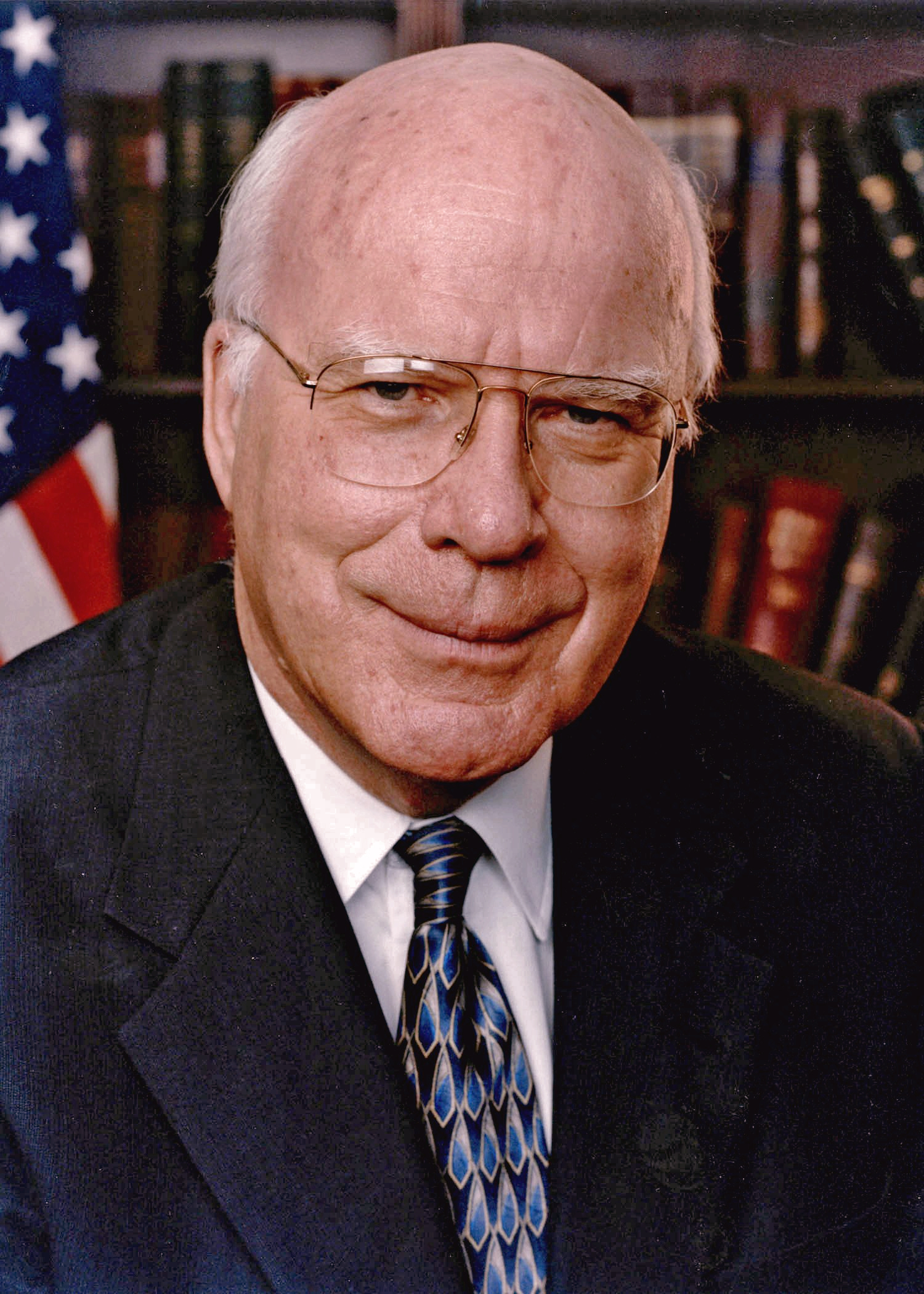
Patrick Leahy

Der Demokrat Patrick Leahy, seit 1975 im Senat, bewarb sich um eine siebte Amtszeit, nachdem er bei den Vorwahlen ohne Probleme den nun als Unabhängigen antretenden Arzt Daniel Freilich besiegte. In den Umfragen lag Leahy deutlich vor dem republikanischen Geschäftsmann Len Britton.
Leahy gewann die Wahl mit 64,4 Prozent, Britton erreichte 30,9 Prozent.

### Washington

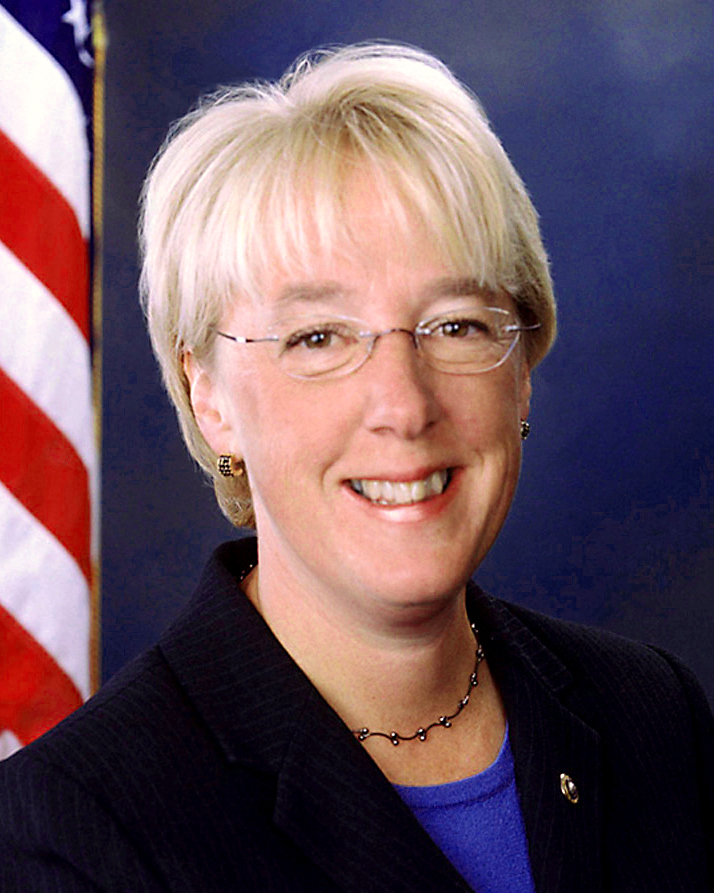
Patty Murray

Die demokratische Senatorin Patty Murray, seit 1993 im Amt, kandidierte erneut. Der Republikaner Dino Rossi, ein ehemaliger Staatssenator, setzte sich in den Vorwahlen klar gegen seine Herausforderer Clint Didier und Paul Akers durch. Rossi, der schon 2004 und 2008 bei den Gouverneurswahlen gegen Christine Gregoire angetreten war, jedoch in beiden Wahlen der Demokratin unterlag, hatte Umfragen zufolge gegen Senatorin Murray deutlich bessere Chancen auf einen Sieg: Beide Kandidaten lagen in etwa gleichauf.
Murray gewann die Wahl mit 52,4 Prozent, Rossi erreichte 47,6 Prozent.

### West Virginia (Sonderwahl)

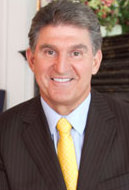
Joe Manchin

Nach dem Tod des langjährigen demokratischen Senators Robert Byrd im Juni 2010 wurde Carte Goodwin durch Gouverneur Joe Manchin zu dessen Nachfolger ernannt. Goodwin trat nicht zur Wiederwahl an. Stattdessen bewarb sich Gouverneur Manchin selbst um das Mandat, nachdem er die Vorwahlen seiner Partei erwartungsgemäß deutlich für sich entschied. Republikanischer Gegenkandidat war der politisch noch nicht in Erscheinung getretene John Raese. Als dritter Bewerber trat Jesse Johnson für die Grünen (Mountain Party) an. Der Sieger der Wahl sollte Byrds ursprüngliche Amtsperiode bis zum 3. Januar 2013 beenden. Umfragen sahen Manchin und Raese in etwa gleichauf.
Manchin gewann die Wahl deutlich mit 53,5 Prozent. Raese erreichte 43,3 Prozent.

### Wisconsin

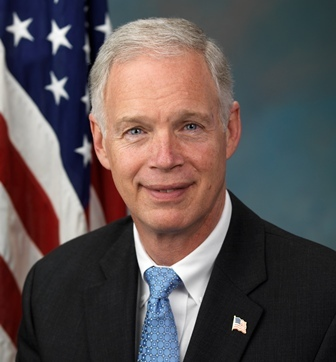
Ron Johnson

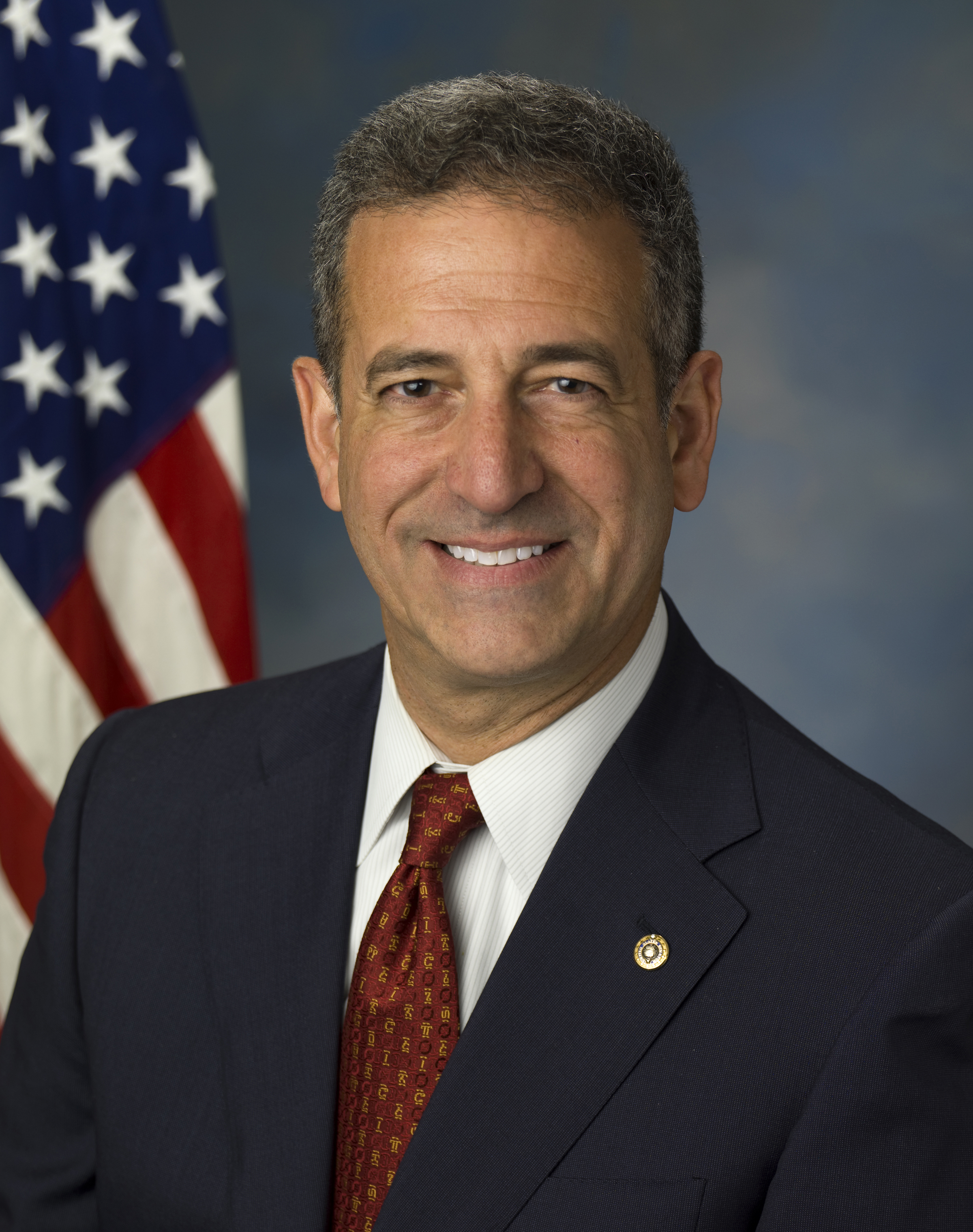
Russ Feingold

Der demokratische Amtsinhaber Russ Feingold kandidierte für eine vierte Amtsperiode. Es wurde damit spekuliert, dass der ehemalige Gouverneur von Wisconsin, Tommy Thompson, für die Republikaner antreten könnte. Dieser gab jedoch im April 2010 bekannt, dass er nicht kandidieren wird. Sein republikanischer Herausforderer war nun der Geschäftsmann Ron Johnson. Dieser entschied die Primary seiner Partei mit 84,7 Prozent der Stimmen klar vor David Westlake (10,4 Prozent) für sich. Umfragen zufolge zeichnete sich ein Kopf-an-Kopf Rennen zwischen Feingold und Johnson ab.
Johnson gewann die Wahl mit 51,9 Prozent der Stimmen, Feingold erreichte 47,0 Prozent.

## Umfragen
- Real Clear Politics
- Dave Leip’s Atlas of U.S. Presidential Elections

## Ergebnis
| Parteien                                   | Parteien        | Sitze | Sitze  | Sitze | Sitze  | Stimmen    | Stimmen |
| ------------------------------------------ | --------------- | ----- | ------ | ----- | ------ | ---------- | ------- |
| Parteien                                   | Parteien        | 2008* | 2010** | +/-   | Stärke | Stimmen    | %       |
|                                            | Demokraten      | 57    | 51     | −6    | 51 %   | 34.265.261 | 45,20 % |
|                                            | Republikaner    | 41    | 47     | +6    | 47 %   | 37.248.589 | 49,14 % |
|                                            | Andere Parteien | 2     | 2      | ±0    | 2 %    | 4.290.203  | 5,66 %  |
| Gesamt                                     | Gesamt          | 100   | 100    | 0     | 100 %  | 75.804.053 | 100 %   |
| Quelle: RealClearPolitics The Green Papers |                 |       |        |       |        |            |         |

* Sitzverteilung unmittelbar vor der Senatswahl 2010 (einschließlich der Sonderwahl 2010 in Massachusetts, dem Parteiwechsel von Sen. Arlen Specter (Pennsylvania) und den Nachbesetzungen nach der Ernennung der Regierung Obama)
** In der Sitzverteilung ist die Senatorin aus Alaska Lisa Murkowski der Republikanischen Partei zugerechnet. Sie trat nicht als Kandidatin der Partei an, gehört aber der Fraktion der Republikaner im Senat an und wird auch offiziell beim Senat als Republikanerin geführt.